# Bergues
Pour les articles homonymes, voir Bergues (homonymie).
Bergues, anciennement Bergues-Saint-Winoc, est une commune française, située dans le département du Nord en région Hauts-de-France. Historiquement, la ville et ses alentours ont appartenu au comté de Flandre et aux Pays-Bas méridionaux (en latin, Belgica Regia) et relèvent de la zone linguistique flamande.

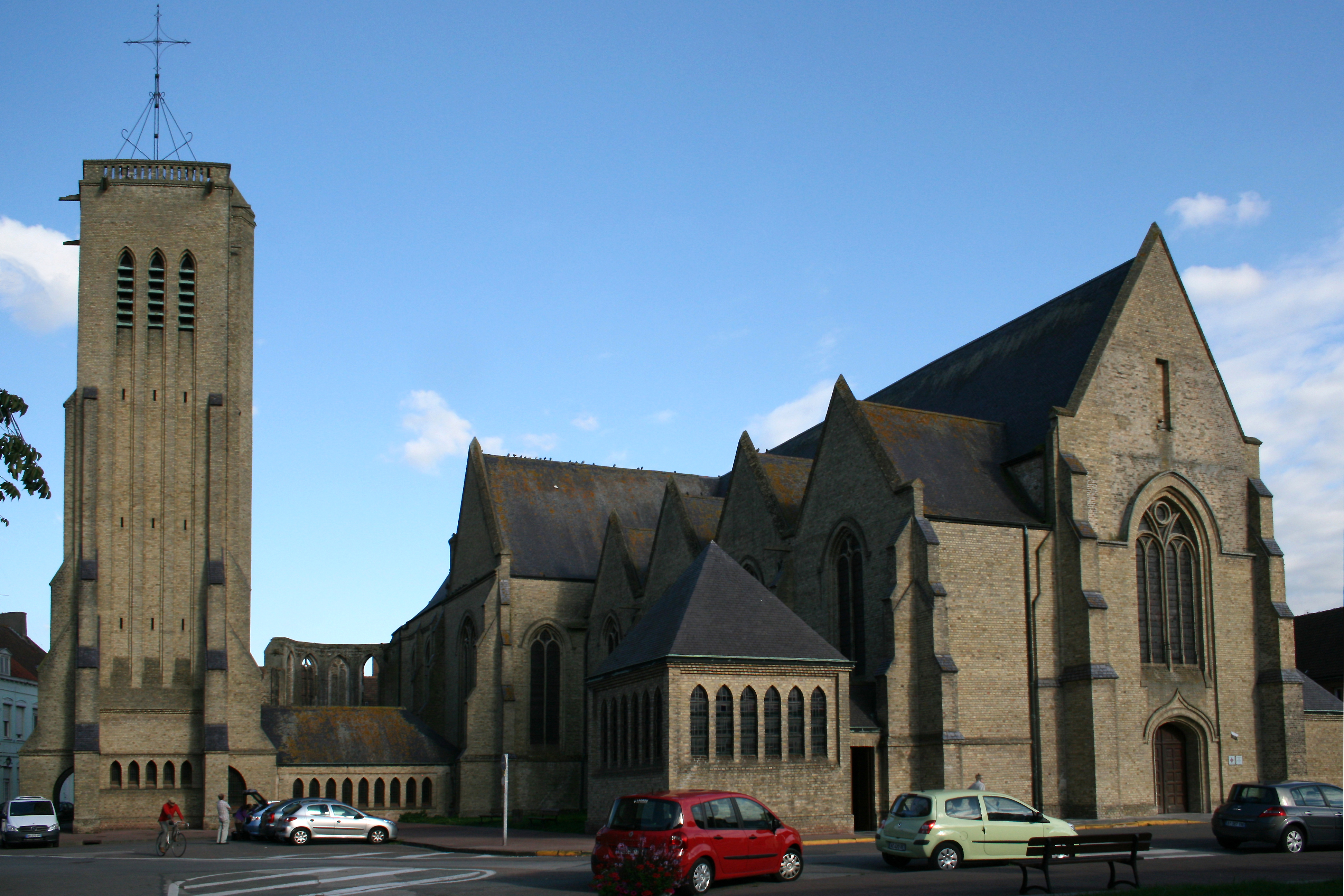
L'église Saint-Martin reconstruite en 1959.

Bergues est notamment connue depuis 2008 pour avoir accueilli le tournage du film Bienvenue chez les Ch'tis de Dany Boon.

## Géographie

### Localisation
Bergues se situe dans le Blootland, à environ 10 km au sud de Dunkerque et 55 km au nord-ouest de Lille, ainsi qu'à 10 km de la frontière avec la Belgique.
Bergues est une place fortifiée par Vauban, qui peut inonder par ses écluses la plaine marécageuse où elle est située (des inondations préventives auraient ainsi été provoquées en 1573, 1646, 1793) ; elle a pour ouvrage détaché le Fort Français (parfois autrefois aussi nommé Port françois), situé sur le canal de Bergues à Dunkerque, et qui, en se liant au Fort Louis, fait des deux villes un même système de défense. Bergues est traversé par le canal de la Colme qui part de Watten et va à Furnes.

### Communes limitrophes
|        | Téteghem-Coudekerque-Village |           |
| Bierne | Bergues                      | Hoymille  |
| Socx   |                              | Quaëdypre |

### Géologie et relief
La place des zones humides et cours d'eau (watringue) à Bergues et dans la communauté de communes fait de cette sous-région un lieu important pour la trame bleue, et la trame verte et bleue du Nord-Pas-de-Calais, ainsi que pour les corridors de migration aviaire.

### Hydrographie

#### Réseau hydrographique
La commune est située dans le bassin Artois-Picardie. Elle est drainée par le canal de la Basse Colme, le canal de la Haute Colme, le canal de Bergues, l'Houtgracht, la Shelvliet, le canal de Coudekerque, la Nouveau Bierendyckdivers bras de décharge de la Haute-Colme et divers autres petits cours d'eau,.
Le canal de la Basse-Colme, est un canal  reliant Bergues à Hondschoote. Il fait partie du canal de la Colme.
Le canal de la Haute-Colme relie l'Aa à Watten au canal de Bergues et au canal de la Basse-Colme à Bergues. Il fait partie du canal de la Colme, et correspond à la partie occidentale, la seule encore accessible à la navigation fluviale.

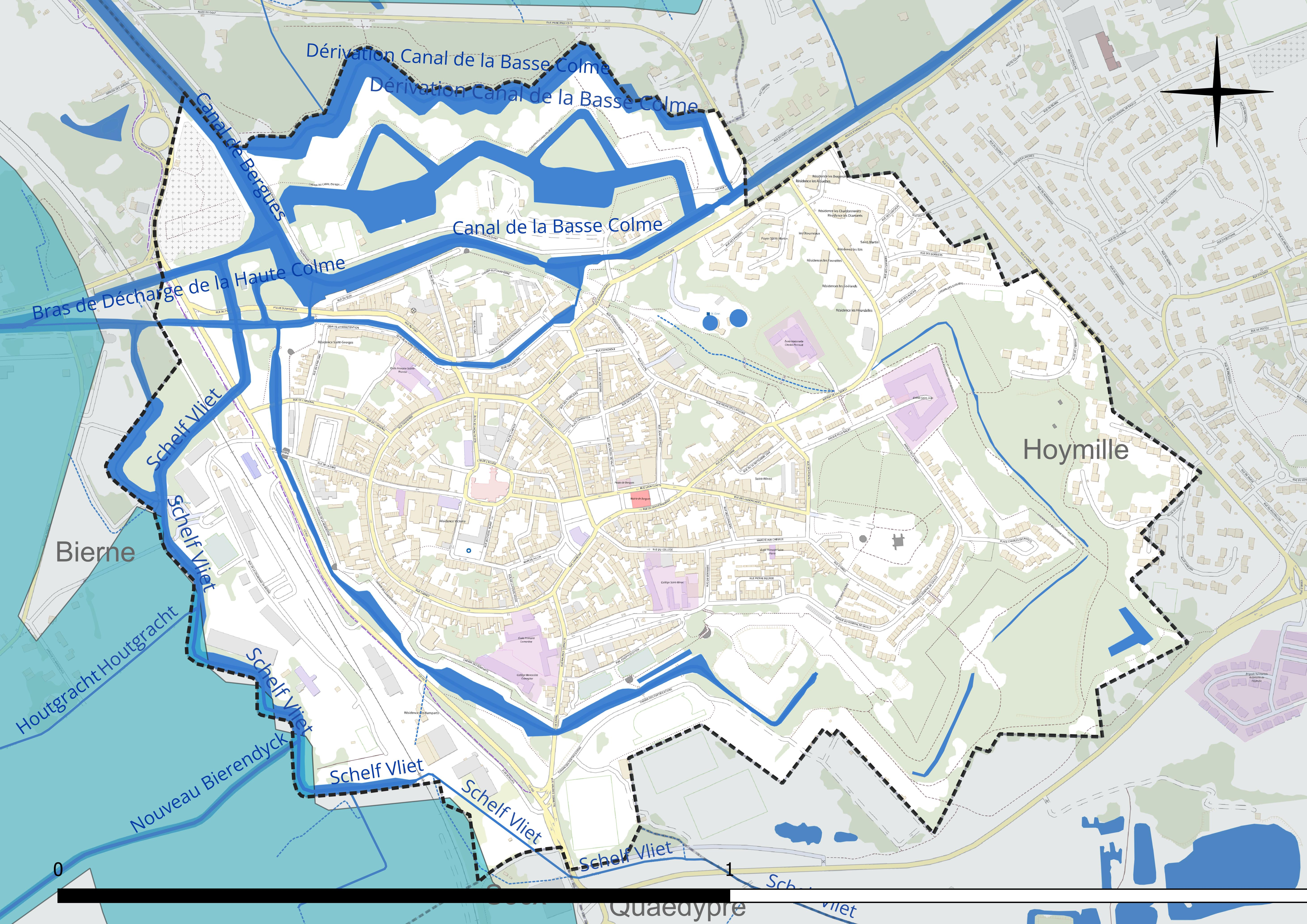
Réseau hydrographique de Bergues.

#### Gestion et qualité des eaux
Le territoire communal est couvert par le schéma d'aménagement et de gestion des eaux (SAGE) « Delta de l'Aa ». Ce document de planification concerne un territoire de 1 208 km2 de superficie, délimité par le bassin versant de l'Aa. Le périmètre a été arrêté le 18 août 2000 et le SAGE proprement dit a été approuvé le 15 mars 2010. La structure porteuse de l'élaboration et de la mise en œuvre est l'Institution intercommunale des Wateringues.
La qualité des cours d'eau peut être consultée sur un site dédié géré par les agences de l'eau et l'Agence française pour la biodiversité.

### Climat
Pour des articles plus généraux, voir Climat des Hauts-de-France et Climat du Nord.
En 2010, le climat de la commune est de type climat océanique altéré, selon une étude du CNRS s'appuyant sur une série de données couvrant la période 1971-2000. En 2020, Météo-France publie une typologie des climats de la France métropolitaine dans laquelle la commune est exposée à un climat océanique et est dans la région climatique  Côtes de la Manche orientale, caractérisée par un faible ensoleillement (1 550 h/an) ; forte humidité de l'air (plus de 20 h/jour avec humidité relative > 80 % en hiver), vents forts fréquents.
Pour la période 1971-2000, la température annuelle moyenne est de 10,6 °C, avec une amplitude thermique annuelle de 13,8 °C. Le cumul annuel moyen de précipitations est de 720 mm, avec 12,6 jours de précipitations en janvier et 8 jours en juillet. Pour la période 1991-2020, la température moyenne annuelle observée sur la station météorologique la plus proche, située sur la commune de Dunkerque à 9 km à vol d'oiseau, est de 11,7 °C et le cumul annuel moyen de précipitations est de 690,8 mm,. Pour l'avenir, les paramètres climatiques de la commune estimés pour 2050 selon différents scénarios d'émission de gaz à effet de serre sont consultables sur un site dédié publié par Météo-France en novembre 2022.

## Urbanisme

### Typologie
Au 1er janvier 2024, Bergues est catégorisée petite ville, selon la nouvelle grille communale de densité à sept niveaux définie par l'Insee en 2022.
Elle appartient à l'unité urbaine de Bergues, une agglomération intra-départementale regroupant quatre  communes, dont elle est ville-centre,,. Par ailleurs la commune fait partie de l'aire d'attraction de Dunkerque, dont elle est une commune de la couronne,. Cette aire, qui regroupe 66 communes, est catégorisée dans les aires de 200 000 à moins de 700 000 habitants,.

### Occupation des sols
L'occupation des sols de la commune, telle qu'elle ressort de la base de données européenne d'occupation biophysique des sols Corine Land Cover (CLC), est marquée par l'importance des territoires artificialisés (69,4 % en 2018), en diminution par rapport à 1990 (70,4 %). La répartition détaillée en 2018 est la suivante : 
zones urbanisées (69,4 %), forêts (20,7 %), prairies (9,5 %), terres arables (0,5 %). L'évolution de l'occupation des sols de la commune et de ses infrastructures peut être observée sur les différentes représentations cartographiques du territoire : la carte de Cassini (XVIIIe siècle), la carte d'état-major (1820-1866) et les cartes ou photos aériennes de l'IGN pour la période actuelle (1950 à aujourd'hui).

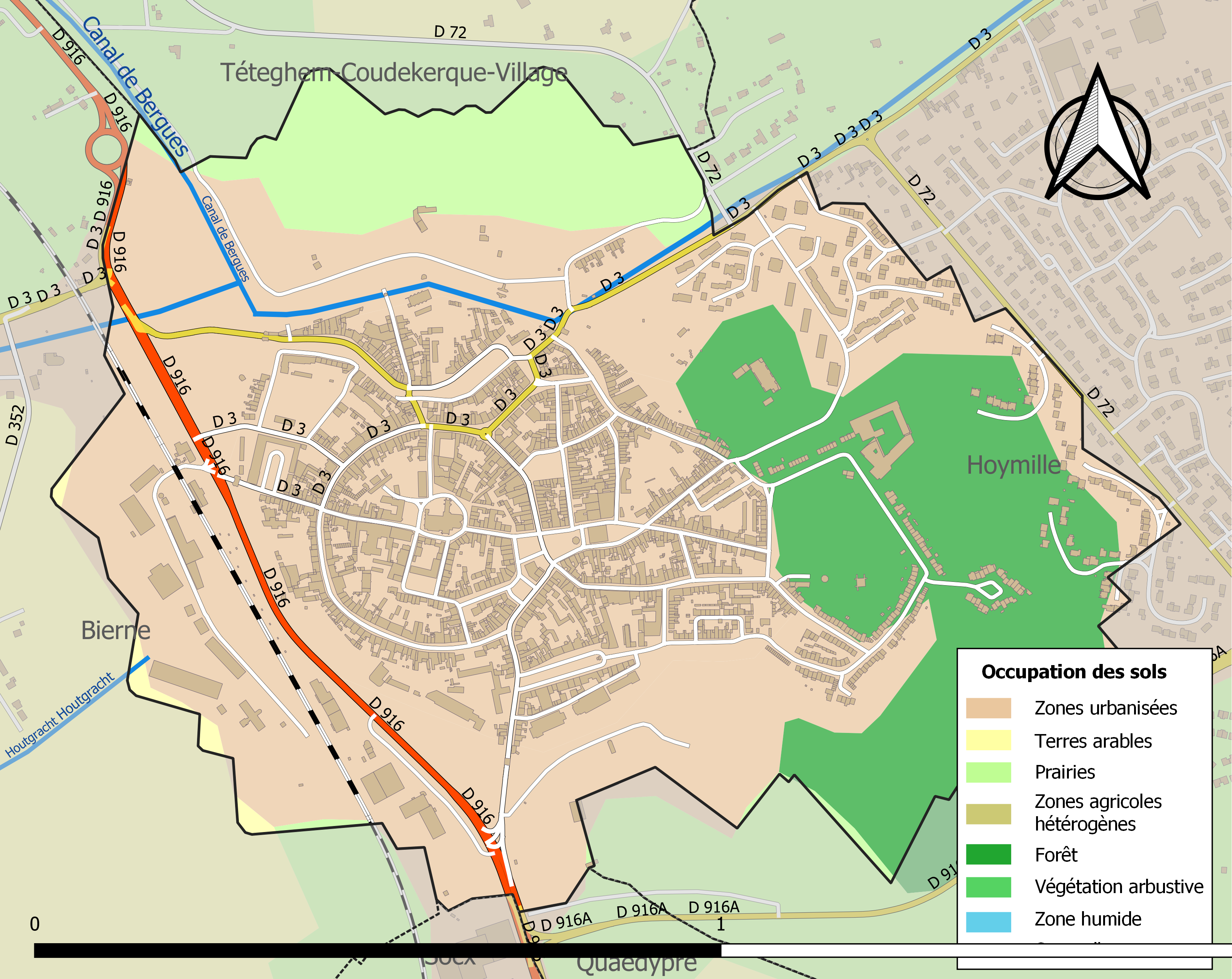
Carte des infrastructures et de l'occupation des sols de la commune en 2018 (CLC).

### Voies de communication et transports

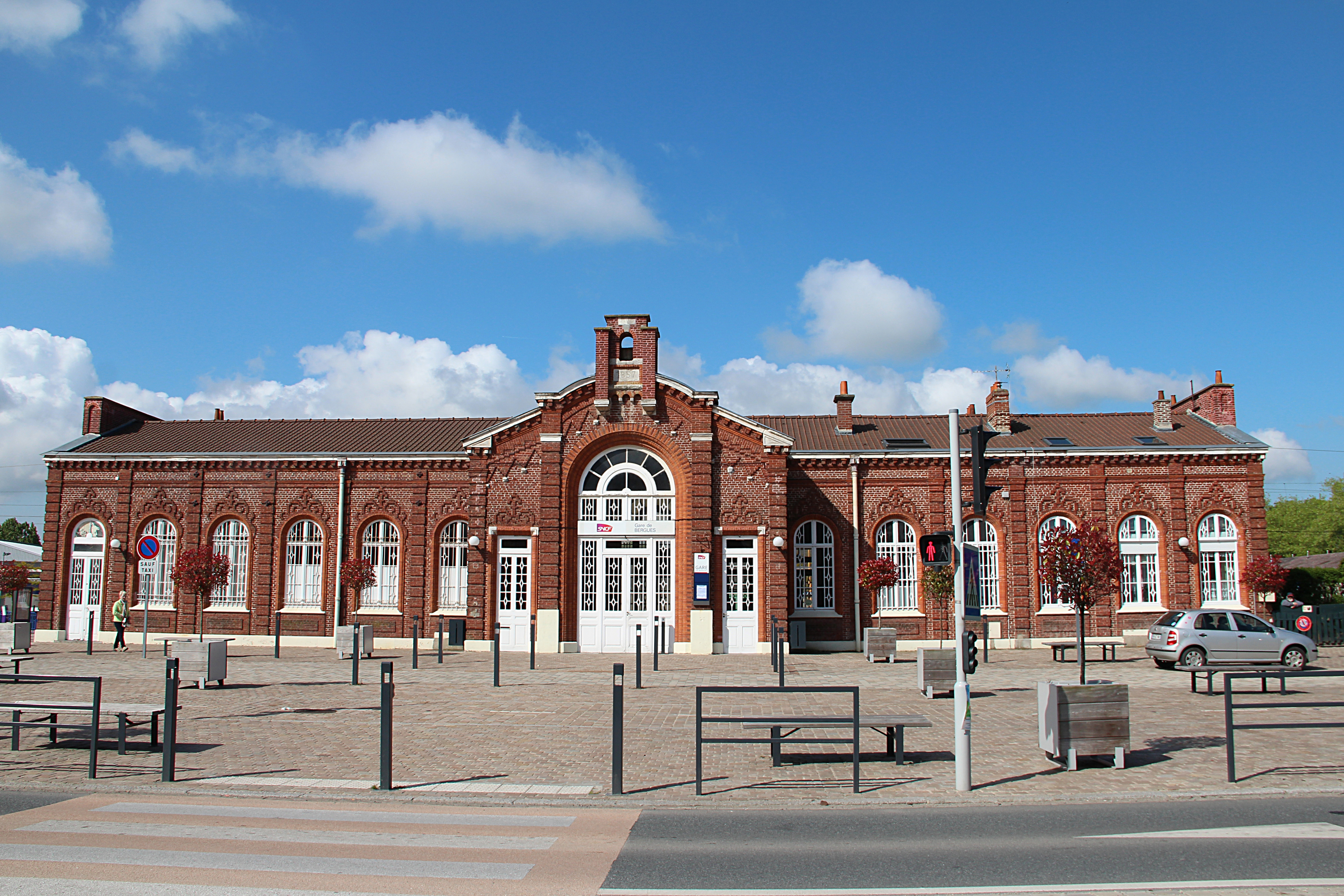
La Gare.

Bergues est reliée à l'autoroute A25 (Dunkerque-Lille).
Elle abrite également une gare SNCF desservie par des TER Hauts-de-France effectuant des missions entre les gares de Dunkerque et d'Arras, ou d'Hazebrouck ou de Lille-Flandres.
La ville est traversée par la véloroute des Flandres V364, aménagée par le département du Nord en 2021, qui relie Armentières à Dunkerque sur une longueur de 89 km et permet de parcourir la partie française de la plaine des Flandres, en empruntant essentiellement un réseau de petites routes très peu fréquentées. Les principales gares proches de ce parcours sont jalonnées pour faciliter l'intermodalité train + vélo. Ce parcours recoupe en partie le réseau points-nœuds déjà mis en place par le département du Nord en 2018. La véloroute des Flandres V364 permet de rejoindre la Vélomaritime (EuroVelo 4) qui débute à Dunkerque et se termine à Roscoff en Bretagne.
La plateforme multimodale de la gare de Bergues est desservie par les lignes 902, 903, 905, 921 et 924 du réseau Arc-en-Ciel 1.
Dans le cadre du projet Interreg-V Transmobil, la CCHF a installé dans le cadre d'un hub de mobilité : train, bus, vélo, voiture partagée un abri/stationnement vélo permettant la recharge de Vélo à Assistance Electrique.

## Toponymie
On y fait allusion en 857 sous le nom de Gruono(m)bergou qui devient Groen Berg en 877, Bergan en 944.
Le nom de la ville vient du néerlandais groene berg qui signifie « colline verte ».
Le nom se dit Sint-Winoksbergen en néerlandais (littéralement « Monts-Saint-Winoc »), et Bergen (/bœ.rgn/) en flamand occidental.
En 1646, la ville était appelée Bergue-Saint-Vinox.
Pendant la Révolution française, pour gommer la référence à l'église contenue dans le nom Berghes-Saint-Winoc, la ville est rebaptisée Bergues-sur-Colme.

## Histoire
Sous le sol de Quaëdypre, Bergues et de Wormhout, ont pu être mis au jour à l'état de fossiles des restes de pachyderme (éléphant ou mammouth) de même type que ceux retrouvés à Arques et datant de la préhistoire.
Bergues a eu une riche histoire, fut une place politique longtemps importante, avant que le développement de Dunkerque ne l'éclipse quelque peu. Ce passé glorieux se marque entre autres par le passage par la ville de nombre de personnages illustres tout au long de son histoire : comtes de Flandre, roi d'Angleterre, rois de France, empereurs (Charles Quint, Napoléon Ier),....
Bergues a changé au moins cinq fois de maître au cours de son histoire depuis le Moyen Âge : elle a appartenu pendant 522 ans aux comtes de Flandre, puis 93 ans aux ducs de Bourgogne et comtes de Flandre, 79 à la maison d'Autriche, 111 ans à l'Espagne (Pays-Bas espagnols), avant de devenir définitivement française en 1668.

### Antiquité
Sous l'Empire romain, ce qui sera la ville de Bergues faisait partie de la Gaule belgique et était habitée par les Ménapiens.
Selon la Chronique de Bergues-Saint-Winoc, Bergues existait déjà au IIIe siècle, on y adorait le dieu Baal jusqu'à une première évangélisation (il est probable que la référence au dieu Baal soit ici une des multiples appellations du dieu gaulois Belenos plutôt qu'une référence au dieu Baal des Phéniciens). L'évangélisation de Bergues aurait eu lieu à la fin du IIIe siècle sous l'empereur romain Dioclétien. Elle aurait été l'œuvre de plusieurs saints : Victoric d'Amiens, Saint Fuscien, envoyés par Rome, avec Saint Quentin, Crépin et Crépinien, Piat de Seclin.
Le cartulaire de saint Bertin, écrit par les moines de l'abbaye de Sithiu à partir du VIIe siècle (actuellement Saint-Omer) confirme que Bergues était jadis appelée le « Mont Baal », ce qui pourrait dénoter l'existence d'un culte païen antérieur à l'installation de religieux chrétiens. Baal aurait été une divinité invoquée aux sommets des collines.
Lors de leur invasion de la Gaule en 451, Attila et les Huns dévastent Bergues, alors appelée Groenbergh et plusieurs villes de la région, Arras, Thérouanne, Tournai, etc., Wormhout, Esquelbecq, avant de se diriger vers Amiens et Paris.

### Moyen Âge
Selon la légende, Winoc (ou Winox), fils de roi breton (c'est-à-dire de Grande-Bretagne selon François-Joseph Grille), accompagné de trois amis anglais, aurait été envoyé par saint Bertin évangéliser les cantons maritimes, alors souvent des marais.
Winoc se serait retiré entre 665 et 675 avec quelques compagnons sur le « Groenberg (Le mont vert) », une colline isolée en bordure des anciens marais côtiers. Il alla ensuite diriger un monastère fondé à Wormhout, détruit par les Vikings.
Vers 800, sur une carte de Jacques Malbrancq qui représente la partie orientale du delta de l'Aa, le village Grunberga (Bergues) est indiqué, entouré de Burgus in broco (Bourbourg), Ecclesia in broco (Brouckerque), Saint-Wilbrordi (Gravelines), Koudekerke (Coudekerque-Village), Spikere (Spycker) ou Loo berga (Looberghe).
Vers 900 ou dans la deuxième moitié du IXe siècle, alors que les Normands commençaient leurs incursions dans cette région, le comte de Flandre Baudouin II le Chauve construit une fortification primitive (Berg-Saint Winox, ou Mont Saint Winoc) et y fonde une église dédiée à saint Martin et saint Winoc sur le lieu de l'ancienne chapelle de Winoc. Il y fait déposer en 910 (ou 902) le corps de saint Winoc, les moines survivants de Wormhout s'y installent et il donne le nom de Saint-Winoc au bourg qui se développe à proximité,. Le comte de Flandre multiplie les donations à l'église et le culte de Saint-Winoc commence à se répandre, notamment lors de neuvaines. Selon la légende, des miracles eurent lieu, dont une jeune fille tombée dans la Colme qui réapparut saine et sauve lorsqu'on plaça la châsse du saint dans un cercueil de plomb sur la rivière.
La ville sera attaquée et prise par les vikings en 918 et 928, les fortifications rétablies en 931 ou 932 par Everard, châtelain et vicomte de Bergues, puis de nouveau détruite en 942.
Baudouin III de Flandre, dit Baudouin le jeune, fortifie (murailles en terre, fossés) de nouveau Bergues, Furnes, Ypres, Bruges, Bourbourg, en 958. Il meurt à Bergues en 961 et sera enterré dans l'abbaye de Saint-Bertin de Saint-Omer.
Plus tard, vers 1022, le comte Baudouin IV le Barbu, réforme les chanoines de Saint-Martin aux mœurs dissolues, les chasse, fait venir des bénédictins de Saint-Omer et érige l'abbaye Saint-Winoc sur les cendres laissées par les normands, lui donne les biens des chanoines de Saint-Martin et le village de Wormhout et y fait déposer les ossements du saint. L'église des chanoines devient une simple église paroissiale.
La châtellenie de Bergues daterait de cette époque. Folcran, châtelain de Bergues participe en 1096 à la première croisade. Son nom figure dans la 1re salle des croisades du château de Versailles.
Lors de l'affrontement en 1071 entre Robert Ier de Flandre, dit Robert le Frison, et Richilde de Hainaut pour la possession du comté de Flandre, Bergues comme la plupart des villes flamandes prend parti pour Robert. Celui-ci érige à Bergues, qui s'est développée, une seconde paroisse dédiée à Saint-Pierre, en reconnaissance de la victoire qu'il vient de remporter lors de la bataille de Cassel.
En 1072, Philippe, deuxième fils de Robert le Frison, meurt à Bergues des suites d'une chute et sera enterré à Saint-Winoc.
Un incendie (les maisons sont en bois, les toits en chaume, les rues étroites, tous facteurs qui favorisent les incendies jusqu'à la construction des bâtiments en pierre ou brique, bien plus tard) ravage la ville et l'abbaye de Saint-Winoc en 1083. Entre 1123 et 1125, Bergues connait la famine, le Comte Charles le Bon secourut les pauvres.
En 1150, Baudouin, fils aîné du comte de Flandres Thierry d'Alsace meurt à Bergues.
En 1206, Bergues est assiégée par une faction flamande opposée à Mathilde de Portugal, veuve de Phillippe d'Alsace comte de Flandre (affrontement entre les Ingrekins soutenus par Mathilde et les Blavoetins; ceux ci viennent assiéger Bergues qui fait partie du douaire de Mathilde). Les assiégeants menés par Herbert de Wulveringhem et Walter d'Hondschoote sont écrasés par les partisans de Mathilde sous les murs de Bergues.
Bergues est de nouveau ravagée par des incendies en 1212-1215, les manufactures de toile et de serge florissantes sont détruites.
En 1225, le chevalier Guillaume de Bergues est le vassal de du chevalier Walter, seigneur de Voormezele, lequel confirme le don fait par Guillaume d'une demi-poisse (unité de mesure)  d'anguilles par an, à l'abbaye de Saint-Winoc.
En 1237, comme de très nombreuses villes et de très nombreux seigneurs de Flandre, les échevins et la ville de Bergues déclarent qu'ils soutiendront le roi de France (Louis IX autrement dit saint Louis) si la comtesse de Flandre (Jeanne de Constantinople) n'observe pas les conditions du traité récemment conclu à Péronne (traité de Péronne 1200). Ce genre de déclaration est fréquent : depuis 1214 et sa victoire lors de la bataille de Bouvines, le roi Philippe-Auguste a introduit cette obligation pour les villes et seigneurs de Flandre de se déclarer fidèles au roi; il s'agissait pour eux d'éviter ainsi des déboires ou taxations supplémentaires mais ils ne se sentaient pas plus engagés que cela par cette promesse, même si les rois de France comptaient bien s'en servir pour les déclarer parjures le cas échéant s'ils revenaient dessus. La ville dut renouveler la promesse en 1238 après le mariage de Jeanne de Constantinople avec Thomas II de Piémont dit Thomas de Savoie.
En 1240, la ville de Bergues obtient, en même temps que Bourbourg, une « keure » (charte, c'est-à-dire un ensemble de lois, établi en accord avec le comte, établissant des échevins, ancêtres des conseillers municipaux et accordant certaines libertés) du comte Thomas de Savoie (Thomas II de Piémont) et de la comtesse Jeanne de Flandre, donnant ainsi à la ville un élan supplémentaire. Cette charte sera confirmée en 1406 par Jean Sans Peur, duc de Bourgogne et comte de Flandre. Elle dispose donc à cette époque de libertés communales, d'un conseil d'échevins, d'une maison commune, ancêtre des mairies, et sans doute d'un beffroi primitif, symbole de ces libertés communales.
En 1250, Giselbert de Bergues accompagne Saint Louis dans la septième croisade, se retrouve captif avec lui, de même que Guillaume châtelain de Saint-Omer et ils participent à payer la rançon demandée pour qu'ils retrouvent la liberté.
Le châtelain de Bergues est l'un des héros du Tournoi de Chauvency qui eut lieu en 1285. Le trouvère Jacques Bretel raconte ses exploits lorsqu'il est aux prises avec Joffroi d'Âpremont, pendant la mêlée générale qui opposa plus de 500 chevaliers venus se mesurer lors de ces fêtes et jeux guerriers. Le châtelain se trouve en compagnie des seigneurs de Hondschoote, Haussy, Fléchin, Ligne, Lalaing, Montigny, Auberchicourt, ainsi que du fils du comte de Flandres, et du fils de Jean d'Avesnes, Florent de Hainaut.
Guy de Dampierre, fils de Marguerite de Constantinople, rassemble, sous la pression du roi de France, en 1286 à Bergues Saint-Winoc les délégués des villes et pays de Flandre pour leur faire approuver la paix de Melun signée en 1225 entre la France et la Flandre (paix survenant après la défaite de la Flandre lors de la bataille de Bouvines) en présence des envoyés du roi de France, Philippe IV le Bel. Cette approbation les amène à s'engager à prendre le parti du roi si le comte ne respectait pas les dispositions du traité. Ce comte de Flandre, conscient que la guerre avec la France pouvait reprendre, fortifie de nouveau Bergues. En 1297, Philippe le Bel entre en Flandre, les français remportent la bataille de Furnes, le châtelain de Bergues qui tenait pour les français, livre la ville sans combattre, ce qui vaut à Bergues de voir le roi lui confirmer la même année ses anciennes franchises mais lui impose de verser une rente annuelle. Philippe le Bel visite Bergues lors de sa tournée en Flandre en 1301 et il ordonne des réparations pour renforcer ses défenses.

#### XIVeetXVesiècles
Au début du XIVe siècle, Bergues se retrouve partie prenante dans l'opposition de la Flandre à la volonté de mainmise de la France, à l'incarcération du comte Guy de Dampierre, à la confiscation du comté de Flandre et à l'autorité mal supportée du représentant du Roi Jacques Ier de Châtillon.
La Flandre se révolte dès 1301. Les français subissent en 1302 deux défaites : les Matines de Bruges, et la bataille des Éperons d'Or à Courtrai. Bergues gardée par un gouverneur français avec une forte garnison est assiégée par Guillaume de Juliers. La population favorable à la cause flamande favorise la prise de la ville, le gouverneur français doit s'enfuir. Pendant l'année 1303, les escarmouches plus ou moins meurtrières se poursuivent : les flamands gagnent un affrontement à Pont à Vendin mais sont vaincus ensuite par les Audomarois : 1000 berguois des milices de Bergues figurent parmi les victimes flamandes. L'épisode se conclut par la victoire française lors de la bataille de Mons-en-Pévèle en 1304 et le traité d'Athis-sur-Orge en 1305.
En 1325, Bergues fait partie des opposants menés par la ville de Bruges au nouveau comte Louis de Nevers (Louis Ier de Flandre), les villes concernées sont excommuniées. L'affaire se termine par la bataille de Cassel de 1328, où les flamands sont écrasés par le roi de France Philippe VI de Valois, venu porter secours à Louis de Nevers. L'intercession de Nicolas abbé de l'abbaye des Dunes évite à Bergues le pillage par les Français; en 1329, le roi autorise l'archevêque de Reims, l'évêque de Senlis et le doyen de Rouen à lever l'interdit (l'excommunication) encouru du chef d'infraction à la paix. En 1350, Louis Ier de Flandre confirme à la ville de Bergues ses privilèges et coutumes octroyées par ses prédecesseurs.
À cette époque, en 1326, les documents disponibles montrent que la châtellenie de Bergues ne dispose pas de sceau communal et qu'elle utilise celui de la commune de Bergues pour authentifier un acte, le sceau communal pouvant se prêter.
Par la suite, la ville est prise dans les tourments de la guerre de Cent Ans.
La ville de Bergues est encore retrouvée aux côtés des Flamands et des Français cette fois en 1340, à l'époque de Guillaume van Artevelde, au siège de Tournai ou encore au siège de Saint-Omer. Celui-ci est mené par Robert III d'Artois, prétendant au comté d'Artois, il se conclut par un échec.
Le 1er mars 1347, ont lieu à l'abbaye Saint-Winoc, les fiançailles du comte Louis II de Flandre également connu sous le nom de Louis de Male, avec Isabelle, fille du roi d'Angleterre, Édouard III, lequel compte sur la Flandre dans son opposition au roi de France. Le roi et la reine d'Angleterre y assistent ainsi que les grands seigneurs de la Flandre. Louis de Male qui n'a accepté que sous la pression de la ville de Gand, s'enfuit dès que possible vers Paris afin d'éviter la conclusion du mariage et il épousera finalement Marguerite, fille du duc de Brabant (Marguerite de Brabant).
Louis de Male revient à Bergues le 30 août 1350 pour se faire reconnaitre comte de Flandre par les notables flamands. Il promet à la ville de respecter et faire respecter ses privilèges.
En 1381-1382, les représentants des châtellenies de Bergues, Cassel, Bourbourg sont tentés un temps de rejoindre Philippe van Artevelde, leader de Gand, en guerre contre Louis de Male. À l'arrivée des français de Charles VI roi de France, venu soutenir le comte, ils se rangent derrière ce dernier et font ainsi partie des vainqueurs lors de la bataille de Roosebeke où les flamands révoltés sont écrasés.
En 1383, les Français mettent la ville à sac dans le cadre de la croisade d'Henri le Despenser : la ville prise d'abord par les Anglais arrivés en Flandre est ravagée par les Français à la suite du repli anglais, quelques édifices restèrent debout dont l'abbaye de Saint-Winoc, le couvent des Dominicains, l'église Saint-Martin,.
L'année suivante, le duc Philippe II de Bourgogne, dit Philippe le Hardi, comte de Flandre par son mariage avec Marguerite III de Flandre, fille et héritière de Louis de Male, restaure la ville, fait revenir les habitants réfugiés à Saint-Omer et confirme ses privilèges. Les fortifications sont refaites au début du XVe siècle et financées au moyen de taxes spécifiques. La ville et l'abbaye de Saint-Winoc favorisées par le duc et ses successeurs purent se développer.
En 1470, le duc Charles II de Bourgogne dit Charles le Téméraire, prête le serment de comte de Flandre à Bergues.
En 1486, c'est au tour de l'archiduc d'Autriche Maximilien (Maximilien Ier), comte de Flandre par son mariage avec Marie de Bourgogne, fille et héritière du duc de Bourgogne et comte de Flandre Charles le Téméraire de venir à Bergues pour se faire reconnaitre comte de Flandre. Quelques années plus tard, en 1509, il accorde à Bergues le droit de tenir une franche foire (foire ou marché avec exemption de certains droits et taxes ce qui favorise le succès de cette manifestation). Cette décision va contribuer à assurer le développement économique de Bergues.
Bergues connait un nouvel grand incendie en 1494.

#### La Cité marchande
La proximité de la mer, d'une région agricole et de la présence d'un centre spirituel important tel que l'abbaye ont stimulé la croissance de la ville. L'indépendance administrative a trouvé son expression dans le beffroi dont la construction a été autorisée par le comte en 1240. Les comtes flamands ont également renforcé les fortifications de tours. Les personnes qui gèrent la ville sont appelées le Magistrat.
Bergues devint un port et un centre textile d'importance régionale et produit, à partir de 1276 son propre marché de laine. Au cours des siècles suivants elle produit également des étoffes et toiles réputées. Au XIe siècle, la ville possède un atelier monétaire et au XIIIe siècle, elle fait partie de la Hanse de Londres et, ses métiers à tisser battant avec entrain, ses marchands tentent le grand commerce.
La situation défavorable à la frontière avec la France ennemie n'a pas eu véritablement d'influence économique, bien que la guerre soit manifeste dans l'histoire de saint Winoksbergen cf. mise à sac de 1383 déjà citée ; en 1494, le coq rouge a crié au-dessus du centre.
Un des plus importants moyens de défense de Bergues, outre ses fortifications fut la possibilité d'inonder les alentours en manœuvrant les écluses ou autres moyens de régulation des marais (des inondations préventives auraient ainsi été provoquées en 1573, 1646, 1793) cf.watringue.
Les échanges se font longtemps par voie d'eau en raison du mauvais état des routes pendant des siècles : une barque, capable d'emporter marchandises et voyageurs, tractée par des chevaux utilisant le chemin de halage le long des rivières, relie Bergues à Saint-Omer sur la Colme, deux fois par semaine, une autre quotidienne assure la liaison Bergues-Dunkerque.
La prospérité de Bergues est également liée à l'obtention par ses suzerains d'une franche foire (foire où les vendeurs et acheteurs sont exonérés de certaines taxes d'où le nom de franche) en octobre pendant une durée de 9 jours et d'un marché hebdomadaire le lundi.

### XVIesiècle
Au XVIe siècle, Bergues comme toute la Flandre, est prise dans l'affrontement entre la France et la Maison d'Autriche puis l'Espagne, devenus comtes de Flandre, après les ducs de Bourgogne.
Elle reçoit la visite de Philippe IV le Beau en 1500, et encore la visite de Charles Quint en 1549, après avoir reçu en ses murs sa sœur Marie de Hongrie, gouverneure des Pays-Bas espagnols en septembre 1534. Le 27 juillet 1549, Charles Quint vient donc à Bergues pour un double motif : voir le nouvel hôtel de ville dont il avait autorisé la reconstruction en 1541, le bâtiment abritant également entre autres une prison, et surtout pour y faire reconnaitre son fils Philippe II (Philippe II (roi d'Espagne)) en tant que comte de Flandre. Le lendemain, l'empereur et son fils continuèrent leur tournée effectuée dans ce but en se rendant à Dunkerque, à Gravelines, Bourbourg, avant de gagner Saint-Omer.
En 1554, l'abbé de Saint-Winoc est présent à la réception dans la cathédrale de Saint-Omer des chanoines fugitifs de Thérouanne rasée sur ordre de Charles-Quint en 1553. Du fait de la disparition de l'évêché de Thérouanne à cette même date, Bergues est rattachée au diocèse d'Ypres où elle est le siège d'un doyenné.
Le 4 juillet 1558, Bergues subit le passage du Maréchal de Thermes à la tête des troupes françaises : la France a repris Calais en 1558 aux Anglais, alliés de Charles Quint, et depuis cette base, le Maréchal mène une expédition en Flandres : il prend Dunkerque, puis après un siège de deux jours, Bergues. Comme partout lors de cette équipée, les Français pillent et ravagent : la ville est incendiée et l'abbaye de Saint-Winoc n'est pas épargnée. L'affaire se terminera par la bataille de Gravelines où les Français sont battus.
Bien qu'aux mains des Français, Bergues sera rendue à l'Espagne par le traité du Cateau-Cambrésis du 3 avril 1559. Le nouveau comte de Flandre Philippe II, fils de Charles Quint la fortifie de nouveau. Bergues connait quelques années de prospérité (draps, serge...).
En 1566, Bergues est au cœur des violentes manifestations iconoclastes (furie iconoclaste), nées du développement du protestantisme, qui s'acharnèrent sur les objets de culte catholique. Par deux fois, en 1566 et 1578, la ville reçoit la visite d'iconoclastes fanatiques.
En 1570, Bergues participe aux débats tenus par les Flamands, outrés de la dureté de la main mise espagnole, des excès de l'Inquisition et de la répression anti protestante, qui conduisirent à vouloir s'affranchir de cette tutelle, ce qui amena la guerre de Quatre-Vingts Ans, également appelée révolte des Pays-Bas.
La France ne reste pas inactive et cherche à profiter de cette situation pour reprendre des territoires à l'Espagne : en 1579-1580, pour éviter une destruction par les Français, Bergues se met sous la protection de la France.
Dans ce contexte, Bergues est assiégée en 1583 par Alexandre Farnèse, duc de Parme, qui agit pour les Espagnols et qui la prend. Bergues reste donc à l'Espagne. Le roi d'Espagne, Philippe II, a permis sa reconstruction (un acte qui détermine fortement encore à présent l'aspect de Bergues) et fait reprendre ses fortifications et en 1586 a rétabli ses privilèges en même temps qu'il fusionnait en un seul organisme la ville et la châtellenie, dirigées désormais par un seul « magistrat » au lieu de deux entités séparées auparavant. Cette fusion correspondait à une demande de la ville, la châtellenie y étant opposée; Bergues connut cette évolution à la même époque que Furnes. Selon Henri Piers, la ville reçut ses armoiries à cette date.
La ville conserve néanmoins une fonction administrative et juridique, et reste un centre spirituel florissant. Elle loge une garnison. L'implantation de familles nombreuses dans de magnifiques maisons de maître en a été une conséquence. Le port sur la Colme a pu héberger à ce moment-là 40 à 50 navires, reliés à la mer par le canal de Bergues.
[réf. nécessaire]

### LeXVIIesiècle
Au début de ce siècle, plusieurs membres du magistrat de Bergues bénéficient de mesures d'anoblissement. En 1613, des lettres d'anoblissement sont données à Bruxelles pour Guillaume Hardevulst, bourgmestre des villes et châtellenie de Berghes-Saint-Winoc, fils de Pierre et de Jeanne Ziloff. Il a pour armes « D'or, à l'aigle d'azur, membrée de gueules, casque à treilles ouvertes, les lambrequins et bourlet d'or et d'azur ». En 1626, c'est au tour de Marc Stappens, receveur de la ville et châtellenie de Bergues-Saint-Winoc depuis 26 ans de recevoir des lettres d'anoblissement venant de Madrid. Son père a été pendant les troubles (furie iconoclaste déjà évoquée) 14 ou 15 fois échevin de Bergues jusqu'en 1578, où il fut chassé et dut se réfugier à Bourbourg, puis est revenu en 1583 à Bergues, après la cessation des troubles et fut de nouveau échevin. Marc Stappens a épousé Anne de Zinneghem, fille de Gilles de Zinneghem; il possède en ce début de XVIIe siècle des fiefs dans la châtellenie de Bourbourg, et il est seigneur d'Harnes (voir Liste des seigneurs de Zinneghem, Seninghem et un fichier en ligne sur les seigneurs de Seninghem). Marc Stappens avait pour armes : « D'argent, à une fasce d'azur accompagnée de sept mouchetures d'hermines posées 4 en chef 3 en pointe; les lambrequins et bourlet d'argent et d'azur ». En 1633, Vigoureux Rape est élevé chevalier, en récompense de ses services : plusieurs fois membre du magistrat de la ville et châtellenie et bourgmestre de la ville.
La ville arme en 1623 et 1624 des navires de guerre, dont un mené par Jacques Colaert, corsaire dunkerquois.
La région de Bergues est ravagée par la peste en 1635, et l'année suivante par une « fièvre noire ».
Mais ce siècle est aussi celui de nouveaux affrontement entre la France et l'Espagne pour la maîtrise de la région. Le 30 juillet 1646, Bergues, alors appelée « Bergue-Saint-Vinox », est assiégée et prise par les Français menés par le duc d'Orléans, Gaston de France, qui y nommèrent comme gouverneur le maréchal de France Josias Rantzau.
L'Espagne profite des années troubles de la Fronde en France pour reprendre l'avantage et les villes perdues dont Bergues en octobre 1651.

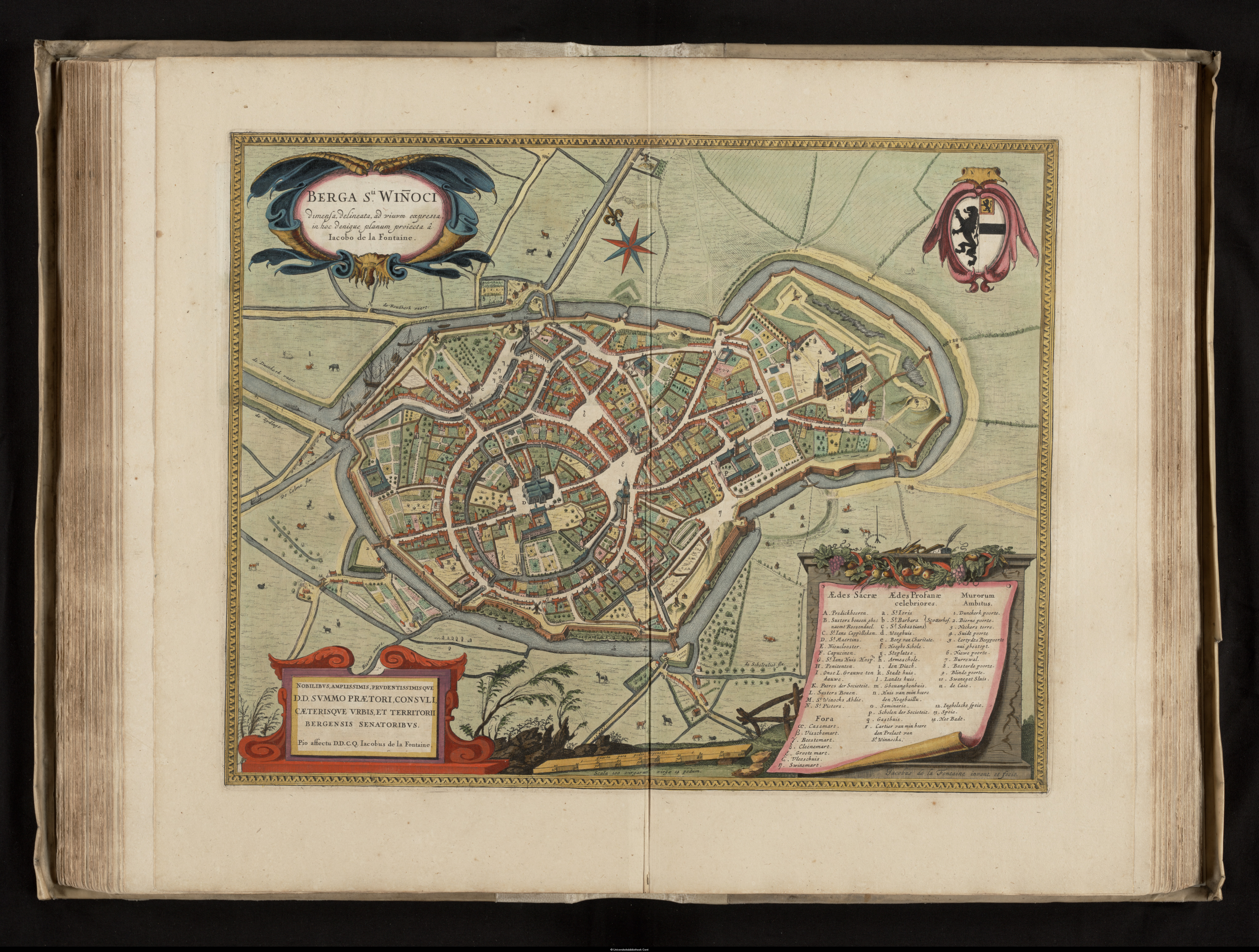
Bergues au XVIIe siècle (par Antoine Sandérus dans Flandria Illustrata - 1641).

Les armées de Louis XIV reprennent la ville en 1658 (bataille des Dunes remportée par Turenne). Dans le même temps, Dunkerque devient anglaise. La possession anglaise recouvre non seulement la ville de Dunkerque mais aussi des territoires dont certains jusque là relevaient de la châtellenie de Bergues (voir ci-dessous) : Mardyck, Grande Synthe, Petite Synthe, une partie d'Armbouts-Cappel, Cappelle la Grande, une partie de Coudekerque, Téteghem, Uxem, Ghyvelde, Leffrinckoucke, Zuydcoote. En 1662, Louis XIV racheta ce territoire aux Anglais. Les communes dépendant de la châtellenie de Bergues comprises dans ce territoire deviennent donc françaises alors que le reste de la châtellenie reste espagnol.
Le traité des Pyrénées du 7 novembre 1659 rend Bergues à l'Espagne, les Français en sortent le 3 mars 1660, pour quelques années.
La châtellenie doit affronter une épidémie de peste en 1666.
La France reprend Bergues en 1667. La ville est définitivement rattachée à la France par la paix d'Aix-la-Chapelle en 1668.
À cette date, la châtellenie de Bergues contient 30 paroisses : Armbouts-Cappel, Bambecque, Bierne, Bissezeele, Brouckerque, Capelle, Coudekerque, Crochte, Esquelbecq, Ghyvelde, Herzeele, Hondschoote, Houtkerque, Hoymille, Killem, Leffrinckoucke, Looberghe (en partie), Oost-Cappel, Pitgam, Quaëdypre, Rexpoëde, Socx, Spycker, Steene, Téteghem, Uxem, Warhem, West-Cappel, Wormhout, Wylder. Ces paroisses relevaient toutes du diocèse d'Ypres, sauf Brouckerque, Pitgam et Spycker qui dépendent du diocèse de Saint-Omer. Mais une partie d'entre elles sont incluses désormais dans le territoire de Dunkerque (voir ci-dessus).
Le 28 mai 1670, Bergues reçoit la visite du roi soleil lors de sa tournée d'inspection en Flandres. Il accorde à la ville un marché franc (marché avec réduction des droits perçus sur les commerçants pour faciliter le commerce) hebdomadaire le lundi. Il y revient en avril 1677 après avoir signé la capitulation de Saint-Omer à Thérouanne. Dans l'intervalle il a chargé Vauban de fortifier la ville, décision qui structure encore aujourd'hui la commune. La porte sud de la ville porte la marque de cette période : elle porte le soleil de Louis XIV.
Le fort François proche de la ville est pris par Vauban, qui sera nommé plus tard commandant de Bergues, en 1676 ; il revoit largement les fortifications de Bergues en 1679. La ville se voit confirmé le droit d'avoir des armoiries qui sont proches de celles d'aujourd'hui : « d'argent au lion de sable, au champ parti, coupé et fascé de sable, au 1er canton d'or au lion de sable et à la bordure de gueules ».
La paix rétablie, Bergues pourra continuer de prospérer.

### LeXVIIIesiècle

Blason de la Châtellenie de Bergues en 1696 par Charles d'Hozier

En 1701, la châtellenie de Bergues compte 12 893 habitants (contre 37 969 à Cassel et 13 084 à Bailleul).
La paix revenue, la ville ne doit plus compter qu'avec les aléas du climat ou des épidémies : un hiver très rigoureux en 1740, où il gela fortement quasi sans interruption du 6 janvier au 7 mars, le grain mourut en terre, la population connut la misère en raison d'une forte hausse du prix du blé; en 1744, une épizootie frappe la châtellenie et provoque une forte mortalité du bétail.
Bergues, qui abritait en 1714 sept cent quatre-vingt-six maisons et trois mille cent soixante-quinze habitants, est restée le chef-lieu d'une châtellenie jusqu'à la Révolution, celle ci ayant aboli toutes les anciennes circonscriptions ou divisions du territoire.
Le 22 juin 1741, Bergues reçut en grande pompe un membre de la famille royale Louis-Philippe d'Orléans, duc de Chartres, accompagné de toute une suite, venant d'Ypres et se rendant à Dunkerque. L'équipage passa la nuit à l'abbaye de Saint Winoc.
Est également signalée la visite le 27 novembre 1754 de l'intendant des Flandres, représentant du roi, avec son épouse. Ils passèrent la nuit à Saint-Winoc. Comme à chaque passage de notabilité, la ville était parée pour l'occasion.
En 1763, deux navires, l'un de Nantes, l'autre de Rotterdam arrivant de la mer parvinrent jusqu'à Bergues sans rupture de charge à Dunkerque, en utilisant le canal de Bergues. Cette possibilité représentait une ancienne revendication de la ville combattue par Dunkerque qui voyait le danger de cette rivalité. Cette situation ne dura qu'une vingtaine d'années : en 1788, une ordonnance de l'intendant de Flandres interdit la navigation maritime de Bergues à la mer : Dunkerque développée par Louis XIV pour en faire une grande base maritime et une ville portuaire avait définitivement gagné la partie dans la longue compétition entre les deux villes.
Une épizootie frappe le canton de Bergues en 1770.
Le 19 juillet 1774, ce fut au tour du roi Louis XV de faire un bref passage par Bergues, il descendit la Colme pour se rendre à Saint-Omer.
Les années suivantes, Bergues fut encore visitée par des membres de la cour royale : en juin 1775, le comte d'Artois futur roi sous le nom de Charles X, en juillet 1788 le prince de Condé (Louis V Joseph de Bourbon-Condé) avec son petit-fils.
Dans les années précédant la Révolution française, furent signalés à Bergues de légers tremblements de terre sans grandes conséquences : en 1756, 1760, 1776.

#### La Cour féodale ou Perron de Bergues
Sur Bergues se trouvait également une particularité, la Cour féodale (seigneurie faisant partie du domaine du roi) appelée le Perron de Bergues. Étroitement imbriquée avec la châtellenie, elle ne dépendait pas de cette dernière. En 1350, Louis de Male, lors de sa venue à Bergues, régla son fonctionnement.
Elle s'étendait sur plusieurs paroisses faisant partie de la châtellenie ou relevant de la châtellenie de Cassel, et englobait :
- la prévôté de Saint-Donat, appartenant à l'évêque de Bruges possédant des domaines sur Bissezeele, Looberghe, Killem, Hondschoote, Warhem, Quaedypre, Wylder, Téteghem, Uxem, Wormhout.
- la seigneurie et baronnie d'Esquelbecq.
- la seigneurie de Ledringhem appartenant au baron d'Esquelbecq.
- la seigneurie d'Hondschoote.
- la seigneurie d'Houtkerque.
- la seigneurie de Pitgam.
- la seigneurie de Capple à West-Cappel (Seigneurs de Capple).
- deux seigneuries sur Bambecque dont une appartenant au chapitre de Saint-Omer.
- la seigneurie de l'évêque d'Ypres sur Herzeele.
- la seigneurie et la prévôté de Saint-Winoc à Wormhout ainsi que deux autres seigneuries sur la même paroisse.
- la seigneurie d'Aring à Wylder.

Il faut rappeler que les seigneuries étaient de taille très variable à l'époque, parfois très petites et ne donnant pas toujours droit à un titre de noblesse, mais cet enchevêtrement de pouvoirs conduisait inévitablement à des conflits incessants entre les différentes parties prenantes, chacune cherchant à défendre ou étendre ses prérogatives.

#### L'enseignement primaire à Bergues avant 1789
- À la date du 28 août 1545, deux écoles fonctionnent à Bergues : l'une tenue par Liévin Boone, l'autre par Me Maillart Maertens, prêtre. À cette date, ils eurent un procès au sujet des 5 patars par an, pour chaque enfant qu'on instruisait, et qui devaient, depuis un temps immémorial, être payés au maître d'école. La sentence, prononcée par le Conseil ecclésiastique d'Ypres, le 21 novembre 1545, condamne Me Martens à payer les 5 patars au sieur Boone.
- 28 août 1587 : École des filles, dite Dyserinscoole (école d'Iserin), pour laquelle dame Paschalie Walleux, veuve de J. Maertens, fait une donation de 12 livres de gros, à la condition que les anciens statuts de la fondation ne seront jamais changés qu'avec l'agrément des deux curés et du Magistrat de Bergues. Delle L. Van der Linde, femme de P. de Conninck, y fonda cinq bourses, pour trois filles de Cassel et deux de Bergues, qui devaient rester à l'école jusqu'à dix-huit ans; Anne Looten la dirigeait en 1786. On y apprenait aux filles la couture et la filature. Elle existait encore en 1789 et disparut au XIXe siècle.
- École des pauvres, fondée, en 1620, par Ch. Jansoone, curé de Saint-Martin. Une ordonnance du Magistrat, du 30 septembre 1624, prescrit aux administrateurs de la Pauvre-École de restituer partie de la collecte faite par eux au-delà de l'autorisation. En 1651, un décret royal porte que celui qui aura accepté les fonctions de boursier ou de receveur de cet établissement, devra les remplir pendant au moins 3 ans. À cette date, les élèves étaient au nombre de 80.
- École du Pauvre Catéchisme, fondée en 1685, dirigée par le curé de Saint-Pierre de Bergues. Quelques particuliers y fondèrent des bourses pour quelques élèves.
- École flamande appelée Hoogeschoole, fondée le 17 mars 1752, (ou en 1511[66]?) par Winoc Kien ; on y apprenait gratuitement, à épeler, lire, écrire, les principes de la religion et des bonnes mœurs, sous la direction du Magistrat.
- École française, ouverte en 1781. À cette époque le sieur Quévreux dirigeait l'école[96].
- Séminaire De Cupere : fondé en 1583 (ou en 1601[97]?) par Pierre de Cupere, (famille de Cupere), greffier-pensionnaire de la ville et châtellenie de Bourbourg, qui lui donna son nom. Il fonda en même temps 40 bourses pour les étudiants pauvres se destinant à l'état ecclésiastique.
- Séminaire Van den Bush : fondé en 1620 par Charles Van den Busch, curé de Saint-Pierre de Bergues.
- Collège des jésuites : créé en 1600 par les archiducs Albert (Albert d'Autriche) et Isabelle (Isabelle-Claire-Eugénie d'Autriche), il reçut les biens de l'hôpital de La Madeleine pour sa fondation; on y enseigne les humanités. Il rivalisait avec celui de Saint-Omer. Les jésuites furent renvoyés de Bergues comme de toute la France en 1764. Le magistrat de Bergues assura la continuité du collège en le prenant en main[98]. Avant 1789, le collège comptait 120 élèves, ainsi qu'une académie de dessin et de peinture et une école de musique, la seule du Nord[92].

#### Édifices religieux à Bergues avant 1789

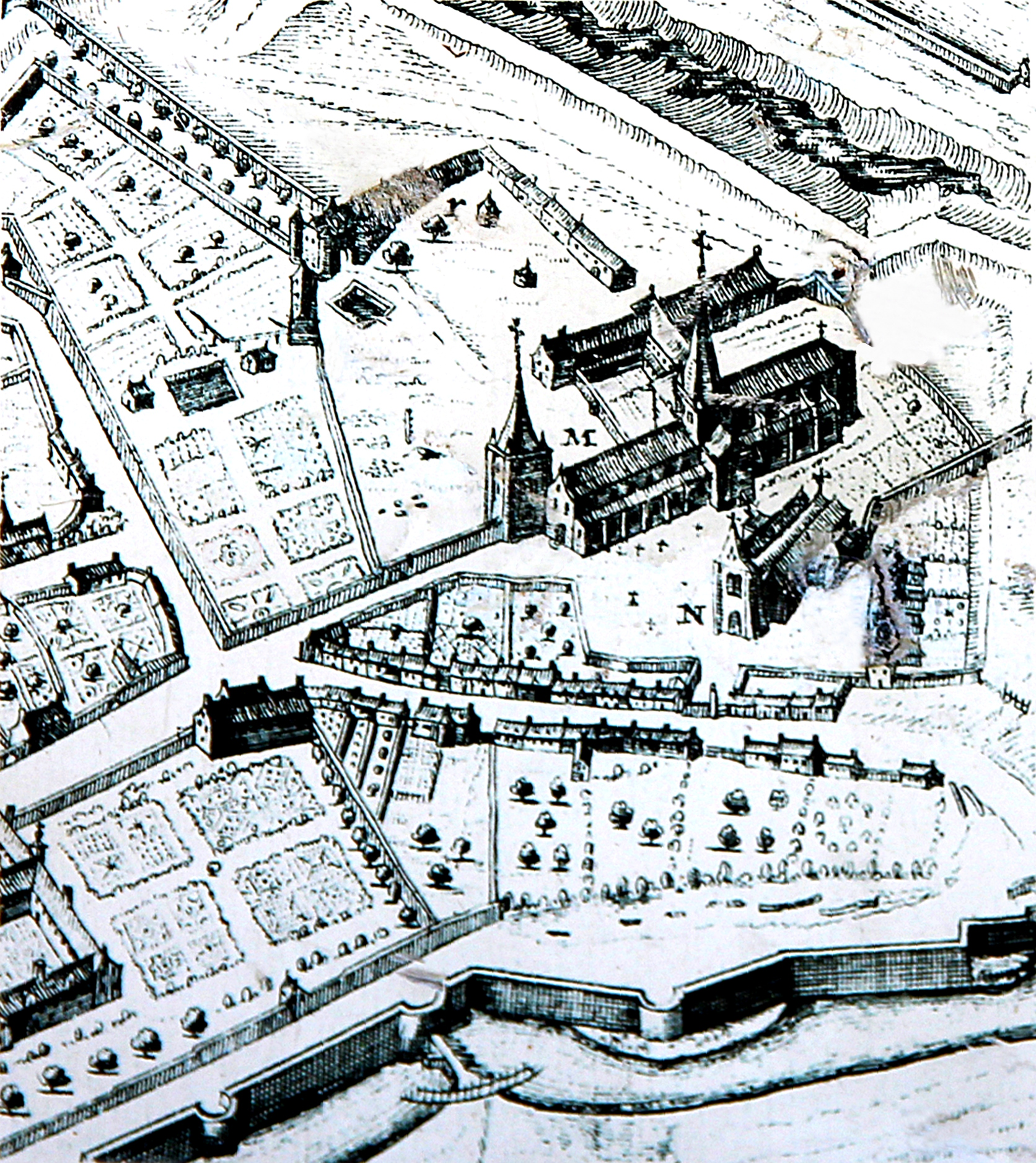
Gravure de l'ancienne abbaye de Saint-Winoc de Bergues (vers 1635)

Avant la Révolution française, Bergues comptait 10 édifices religieux : deux églises paroissiales (Saint-Martin et Saint-Pierre), deux abbayes (Saint-Winoc et les filles de Saint-Victor, abbaye appelée le nouveau cloître), cinq couvents (dominicains, capucins, capucines-pénitentes, annonciades, sœurs noires), un ermitage.
- L'église Saint-Martin, dans le centre historique, fondée au Xe siècle par le Comte de Flandre Baudouin le Chauve, rebâtie au XVIIe.
- L'église Saint-Pierre fondée en 1073 par Robert le Frison, d'abord une chapelle puis une église paroissiale reconstruite en 1563 et qui était le lieu de sépulture des seigneurs de Coudecasteele en Coudekerque.
- L'abbaye de Saint-Winoc.
- La maison des templiers : ceux-ci possédaient une maison à Bergues, elle fut détruite après la suppression de l'ordre en 1312[100].
- L'abbaye des filles de Saint-Victor : il existait à Spycker, un hôpital fondé par Guillaume, seigneur du lieu, en 1227. En 1248, Marguerite de Constantinople, comtesse de Flandre, le transfère à Bergues[50], d'où son nom de nouveau cloître, et le transforme en abbaye de la congrégation de saint Victor, suivant la règle de saint Augustin en 1252[101]. Elle était connue sous le nom de nouveau cloître, dans la mesure où, jusque là, existait déjà à Bergues, l'abbaye de saint-Winoc. Située d'abord hors la ville, incendiée en 1383 lors de l'épisode de la croisade d'Henri le Despenser, intégrée à la ville en 1591[102], après les troubles liés à la réforme protestante (furie iconoclaste) période pendant laquelle les moniales durent parfois, vers 1566 et 1580 se retirer quelques années à Saint-Omer pour se protéger[103], reconstruite en 1761, fermée le 30 septembre 1793. Louis De Baecker[104] donne une liste succincte des abbesses, et M. A. Bonvarlet[105] en dresse une liste plus détaillée. L'abbaye fut supprimée le 21 septembre 1792, elle comptait alors 19 religieuses et possédait un revenu de 15 000 francs[106].
- Le couvent des Capucins, religieux appelés à Bergues en 1611 par Pierre de Cupère, greffier pensionnaire de la ville et châtellenie de Bourbourg, monastère construit en 1612, les moines suivant la règle de Saint-François, vivant d'aumônes, prêchant la foi. En 1731, se tint dans le couvent le chapitre général de l'ordre. Le couvent fut démoli en 1791. Un membre de cet établissement serait l'auteur de la Chronique de Bergues-Saint-Winoc, qui relate les faits intervenus à Bergues et dans une grande partie de la Flandre maritime entre 421 et 1647[107]. Elle ne mentionne pas de nom d'auteur, (Henri Piers l'attribue à Thomas Diacre, qu'il dit être moine à Saint-Winoc[108]) et se termine de façon abrupte au milieu d'une phrase mentionnant que le 16 août 1647, les troupes espagnoles partent pour Courtrai après avoir reçu la reddition des Français qui tenaient la ville de Dixmude depuis un mois[109]. L'auteur avait mentionné dans l'avis au lecteur, qui précède le texte de sa chronique, qu'il termine celle-ci à l'époque de la paix tellement attendue entre la France et l'Espagne, soit probablement le Traité des Pyrénées de 1659[109]. Il n'a visiblement pas pu aller au bout de ses intentions.
- Le couvent des Dominicains, moines également appelés frères-prêcheurs de l'ordre de Saint-Dominique, fondé par Marguerite de Constantinople, comtesse de Flandre en 1240. Leur mission était de prêcher l'Évangile, d'où leur nom. Dans le couvent se trouvait le tombeau de Maximilien de Cupère, écuyer, époux de Charlotte de Wintère. Couvent détruit en 1791.
- Le couvent des Capucines pénitentes, du tiers ordre de Saint-François, ordre créé par Françoise de Saint-Omer, ouvert en 1620 sur l'initiative de François Durant de Bergues, les sœurs vivant cloîtrées.
- Le couvent des Annonciades ou sœurs grises, du tiers ordre de Saint-François, créé par Jeanne de France, femme du roi Louis XII, les religieuses vivaient cloîtrées, démoli en 1792.
- Le couvent des sœurs du Rosendaël ou Sœurs noires de l'ordre de Saint-Augustin, fondé par Philippe de Haverskerque, doyen de chrétienté et curé de Saint-Martin de Bergues, en 1480, les religieuses soignaient les malades[110]. Selon Henri Piers, ce curé aurait fondé le couvent des Sœurs grises et non celui des Sœurs noires[111].

À cela s'ajoutaient plusieurs hôpitaux ou hospices, établissements charitables généralement tenus par des religieuses :
- L'hôpital Saint-Jean, fondé par Marguerite de Constantinople comtesse de Flandre et Guy de Dampierre son fils[51], en 1251, dirigé par les chanoinesses religieuses de l'ordre de Saint-Augustin, recevait les pauvres malades de la ville.
- L'hôpital Saint-Jacques, asile pour vieillards, existait déjà en 1480, supprimé en novembre 1789.
- L'hôpital-léproserie de la Madeleine, situé à l'extérieur de la ville, existait déjà en 1236; placé sous la protection du pape par Innocent IV le 19 septembre 1246, reçoit en 1264 du pape Urbain IV confirmation de ses biens et privilèges[112]; administré par un gouverneur sous la surveillance du magistrat de la ville, supprimé en 1619, ses biens furent donnés aux Jésuites.
- L'hôpital militaire, construit en 1568, financé par une taxe spécifique sur la bière, desservi par des religieuses, le médecin et le chirurgien étant nommés par la ville, soignait les soldats qui disposaient également d'un cimetière particulier, abandonné au début du XIXe siècle. Louis XIV confirma sa destination d'hôpital militaire[113].
- La gouvernance des pauvres qui portait assistance aux pauvres.
- Le Mont de piété, crée en 1629 par Wenceslas Cobergher, qui assécha les Moëres, succédait au Lombard ou la table de prêt, créé en 1460, encore en activité au XIXe siècle[114].

#### Les confréries
Sont appelées confréries, des regroupements libres de personnes, généralement des bourgeois de la ville, se rassemblant pour des activités communes. Elles étaient très fréquentes en Flandre et peuvent être retrouvées dans de nombreuses villes.
- Confrérie de Saint-Georges : existait déjà en 1654, société d'arbalétriers.
- Confrérie de Saint-Sébastien : antérieure à 1446, société d'archers. Le duc de Bourgogne Philippe II de Bourgogne, dit Philippe le Hardi, confirme ses privilèges (ex : droit d'être armé lors des déplacements dans le pays) en 1384 contre la promesse de répondre aux convocations du duc pour les combats qu'il aurait à mener[62].
- Confrérie de Sainte-Barbe : existait déjà en 1509, société d'arquebusiers et couleuvriers.

Ces confréries reçurent en 1512 de Maximilien d'Autriche (Maximilien Ier) confirmation de leurs privilèges, (Charles Quint, qui voyait dans ces sociétés les bases de milices locales utiles et entrainées en cas de conflit, avait déjà accordé ce genre de privilèges ailleurs en Flandre à ces organisations).
- Confrérie de Saint-Winoc : instituée au XVIe siècle, chargée de porter les reliques du saint aux processions.
- Société de rhétorique : crée au XVIe siècle, réorganisée en 1697, regroupait des amateurs de poésie flamande, de mystères, de comédies, de tragédies. Au début du XVIe en 1516, le nouveau comte de Flandre et empereur Charles Quint, confirme les privilèges de la société de rhétorique de Bergues, en même temps que celle d'Ypres[115].

Peuvent également être mentionnées les communautés ou jurandes : elles regroupaient les marchands ou artisans par corps de métier. Destinées à regrouper les personnes disposant d'un savoir-faire, elles étaient devenues au fil du temps des organes bloquant l'évolution de la société, gênant la libre installation de toute personne non affiliée, ce qui explique leur suppression par la révolution française (décret contre les corporations : Décret d'Allarde).

### La Révolution française
Dès le 24 juillet 1789, à Bergues, tous portent la cocarde tricolore.
En octobre 1789, le prix du pain qui avait beaucoup augmenté est source d'agitation populaire. En réaction, pour protéger les biens des possédants, se crée à Bergues une garde bourgeoise composée de 30 compagnies de 40 hommes.
La Révolution française (1789) donne à Bergues un rôle politique important. Dans le cadre de la réorganisation territoriale de la France en 1789-1790, Bergues devient en effet chef-lieu du district qui deviendra plus tard l'arrondissement de Dunkerque (déplacement du chef-lieu en 1803). C'est depuis Bergues que la Convention fait appliquer ses lois en Flandre maritime. Tous les objets du culte, les biens des émigrés et les réquisitions sont envoyés à Bergues. Sous la Terreur, le district de Bergues envoie dans ses prisons, plusieurs maires des communes environnantes qui avaient pris du retard dans les réquisitions de blé qu'il leur avait imposées… jusqu'à ce que le rôle du district décline avec le 9 thermidor et la chute de Robespierre.
L'élection des premiers conseillers municipaux eut lieu le 26 janvier 1790. Louis Clays Van der Hulst fut élu et proclamé maire.
En 1790, l'Assemblée nationale décrète la vente des biens des couvents, ordonne le recensement de leurs propriétés. Les conseillers municipaux récemment élus sont chargés d'en dresser l'inventaire.
Un club des Amis de la Constitution ou des Jacobins, sur le modèle de ce qui s'était passé à Paris, se crée à Bergues en mai juin 1790. Regroupant des citoyens se voulant patriotes et révolutionnaires, il demanda son affiliation au club des Jacobins parisien. On y débat de divers sujets liés à la révolution, on y vote des motions à l'adresse de l'Assemblée Nationale et toutes les activités communes aux clubs de même type se mettant alors en place en France. En mai 1791, le club reçoit, lors d'une de ses séances, Claude François Marie Primat,évêque constitutionnel. En juin 1791, on y applaudit à la nouvelle de l'arrestation du roi lors de l'affaire de la fuite de Varennes. Après la mort de Louis XVI, la société des amis de la Constitution fut remplacée par la société populaire ou club des Montagnards se voulant plus radicale et plus révolutionnaire.
Néanmoins, il demeure une opposition à certaines décisions du nouveau pouvoir, en matière de religion notamment : une partie de la population refuse le principe de la constitution civile du clergé, et des prêtres faisant le serment de fidélité à la Révolution. En juillet 1791, le nouveau prêtre de la paroisse de saint-Pierre, ayant prêté le serment, déclare ne pas se sentir en sécurité, d'avoir été menacé par un groupe de femmes et pendu en effigie par des enfants, une certaine agitation est encore constatée en décembre 1791.
Les représentants de la Convention établissent également à Bergues un conseil de surveillance chargé de veiller à la bonne observance des principes de la Révolution. Il n'eut pas d'action déterminante.
En octobre 1792, la municipalité de Bergues, jugée trop tiède, est suspendue par les envoyés de la Convention nationale auprès de l'armée du Nord, Antoine Dubois de Bellegarde, Jean-François Delmas et Pierre Joseph Duhem. François Bouchette, homme de loi, ancien membre de l'Assemblée Nationale pour le tiers-état en 1789, devient et reste maire par intérim jusqu'aux élections générales des 18 et 19 novembre 1792. Celles ci le confirmèrent dans ce poste.
Le 15 avril 1793, il est à son tour suspendu puis arrêté par les représentants du peuple Joseph Duquesnoy et Lazare Carnot. Il sera réhabilité par la suite.
En 1793, lors du siège de Dunkerque, Bergues, commandée par le général Carrion (Martin Jean François de Carrion de Loscondes), résista aux ennemis coalisés cf. Bataille de Hondschoote.
Le représentant Jacques Isoré installe le 7 décembre 1793 un comité révolutionnaire inspiré par les Jacobins.Durant cette période, les autorités révolutionnaires donnèrent à Bergues-Saint-Winoc le nom de Bergues-sur-Colme.
La Révolution française marque aussi pour Bergues le début d'un effondrement économique, un déclin et un appauvrissement qui dureront. Toutes les institutions ecclésiastiques y sont supprimées et la plupart de leur patrimoine détruit ; à part le commerce des grains, toutes les activités ont disparu et l'ancien port berguois est éclipsé par le port de Dunkerque ; plus aucun navire ne vient à Bergues qui perd en outre l'intérêt militaire séculaire du fait de la proximité de la forteresse dunkerquoise, par laquelle les fonctions redondantes et superflues sont supprimées.
« En 1792. On abattit l'église de son couvent, et l'on n'en conserva que la tour. Une autre église, celle de Saint-Pierre, était placée tout vis-à-vis, on la jeta de même par terre, et de même aussi on en conserva seulement le clocher. Ces deux tours, en face l'une de l'autre, et qui existent encore à présent (en 1825), font un effet extraordinaire au milieu de la place où elles sont demeurées : on les voit jusqu'à cinq ou six lieues en mer, quoique Bergues soit à deux lieues dans les terres ; elles servent de guides aux marins qui cherchent la rade de Dunkerque, ou qui veulent entrer dans le port. À l'endroit où étaient les églises, on élève maintenant un fort. » écrivait en 1825 le chroniqueur François-Joseph Grille.
À noter que des tours, celle dite « pointue » n'est pas celle contemporaine de l'ancienne abbaye. En effet, fragilisée par la destruction des bâtiments attenants, elle s'effondra en 1812 et fut reconstruite sur place avec réemploi des matériaux[réf. nécessaire].
Témoins de la richesse et de la gloire passées de Bergues, plusieurs grandes foires pour toutes marchandises, et aux bestiaux le premier jour, se tiennent encore annuellement à Bergues : en 1801, du 1er au 8 et du 16 au 23 brumaire (23 au 30 octobre et 7 au 14 novembre), du  1er au 8 et du 16 au 23 germinal (22 au 30 mars et 6 au 13 avril) , du 16 au 23 prairial (5 au 12 juin) et du 16 au 23 thermidor (4 au 11août). S'ajoutent à cela deux francs marchés (marché où les ventes sont dispensées de taxes) aux bestiaux en brumaire, germinal, prairial et thermidor. Enfin se tient chaque décade (période de dix jours du calendrier républicain) un marché pour grains, petits animaux et légumes. Les marchés de grains et de bestiaux de Bergues sont encore les plus importants du département à cette date.
À cette date, Bergues est une ville de 4e ordre et une place-forte de 1re classe.

### Bergues auXIXesiècle
Au tout début du siècle, Bergues doit à sa splendeur passée d'être siège de la sous-préfecture et le chef-lieu de l'arrondissement qui porte son nom : arrondissement de Bergues avec les différentes fonctions administratives liées à ce statut (tribunal d'arrondissement,...).
En 1803, Napoléon Ier, pas encore empereur à cette date, passa par Bergues pour se rendre à Dunkerque. Il semblerait que l'accueil de la ville parut manquer d'enthousiasme par rapport à Dunkerque. Quoi qu'il en fut, en 1803, le Premier Consul prit un décret déplaçant le siège de la sous préfecture de Bergues à Dunkerque et en février 1805 il transfère le siège du tribunal d'arrondissement de Bergues à Dunkerque. Napoléon serait également passé une nouvelle fois à Bergues en 1810, avec sa jeune épouse Marie-Louise d'Autriche.
En 1802-1803, Bergues profite de la diligence Dunkerque-Lille qui y fait un arrêt. Chaque jour, deux barques se rendent à Dunkerque, et une à Saint-Omer. Elle y arrive le jour même et en revient le surlendemain.
La ville est déjà connue pour ses fromages faits du lait des vaches flamandes : « Aux halles de Bergues, il se vend une quantité considérable de fromages façon de Hollande, et que les correspondants de Paris donnent, au marché des Innocents, pour des fromages de Groningue ».
En 1806, n'étant plus chef-lieu d'arrondissement, n'ayant plus non plus le tribunal d'arrondissement, Bergues ne joue plus le premier rôle au niveau local, mais reste cependant un centre important : on y trouve un juge de paix, un commandant d'armes, un magasin militaire de vivres et fournitures (Bergues est encore une place forte fortifiée), des représentants du service des contributions directes, indirectes et du domaine, une poste aux chevaux, un mont de piété, deux hôpitaux civils, un dépôt principal de sûreté (intermédiaire entre les dépôts de sûreté de base et les prisons). Elle se distingue également par une école spéciale communale de peinture et d'architecture, un eécole secondaire communale, 5 foires, 4 francs-marchés, et ses marchés hebdomadaires
Si Bergues a perdu de son éclat, François-Joseph Grille précise que « La ville de Bergues est forte par ses remparts et surtout par ses inondations provoquées ; et ces flaques d'eau qui l'emprisonnent, peuvent aussi parfois la sauver. » 
Bergues fait partie d'un dispositif militaire qui la lie à Dunkerque : « De Bergues à Dunkerque, la grande route est tracée le long du grand canal. À l'est de ce canal, au milieu de la distance, entre les deux villes, est le port Saint-François, qui lie les fortifications des deux places. À portée de canon » rappelle JF Grille. 
À cette époque Bergues qui réunit 3 canaux (de Dunkerque, de Saint-Omer -canal de la Colme- et de Furnes) est encore un vrai port : « Des embarcations partent à toutes les heures pour ces villes, ou reviennent dans ces directions. On a fait un port intérieur qui fait arriver les marchandises jusqu'à la porte des magasins, et l'on a multiplié les écluses, qui font la fortune du pays, par les irrigations qu'elles facilitent et par la navigation qu'elles assurent : chacune a son numéro ; en les ouvrant toutes à la fois, on submergerait dix lieues de prairies, et on rendrait l'accès de la ville impraticable. Si ces digues venaient à se rompre par quelque circonstance fortuite, on conçoit quel serait le danger. L'habitude fait qu'on vit là-dessus fort tranquille, en attendant le refoulement des vagues de la mer du Nord, et quelque catastrophe du genre de celle de Cronstadt et de Saint-Pétersbourg ».
C'est aujourd'hui le syndicat des watringues qui gère grâce à des pompes électriques, qui ont remplacé les moulins à vent, ces niveaux d'eau. Lors de la sècheresse de 1846, ce syndicat a tenté de remédier à la sécheresse des sols en manœuvrant les petites écluses mais rencontra l'opposition de l'administration des ponts et chaussées qui préféra privilégier la navigation.
Bergues bénéficie toujours économiquement du renom de son marché et de sa foire des rameaux, foire encore réputée de nos jours.
Louis XVIII confirme le droit pour la ville de Bergues de posséder des armes, celles connues de nos jours, le 11 novembre 1815. À cette date, elle compte une loge maçonnique (Franc-maçonnerie en France) : la Cordialité, encore en activité en 1830, où elle se réunit à Dunkerque avec plusieurs loges dunkerquoises (Franc-maçonnerie à Dunkerque), pour fêter la révolution de 1830 (Trois Glorieuses).
Charles X est de passage à Bergues le 14 septembre 1827. Il serait également passé en mai 1829, à l'occasion d'un voyage en Angleterre.
En 1830, Bergues compte dans ses murs une loge maçonnique « La Cordialité »(franc-maçonnerie en France).
Le 6 juillet 1831, Paul Lemaire, maire de Dunkerque est désigné député de Bergues.
Ce siècle est également marqué par l'élection comme député de Bergues d'un homme illustre : Alphonse de Lamartine en 1833 (le 10-12-1832) et 1834; il avait échoué en se présentant en 1831, et réélu en 1837 à la fois par Bergues et par Mâcon, sa ville natale, il préféra représenter celle-ci à la Chambre des députés.
En 1895, avant le développement de l'automobile, et à l'époque des petits trains dans les campagnes, une voie ferrée dite des Flandres relie Bergues à Hondschoote via Warhem, Rexpoëde, Killem. Trois trains circulent par jour dans les deux sens, le trajet dure 45 minutes. Il s'agit de la ligne de chemin de fer de Hazebrouck à Bergues et Hondschoote, exploitée en 1894 et 1954. Elle relie Hazebrouck à Honschoote, via Rexpoëde où un embranchement mène à Bergues. Le cahier des charges prévoit que soient desservies à terme les communes de Bambecque, Herzeele, Winnezeele, Steenvoorde, Terdeghem, Saint-Sylvestre-Cappel et Hondeghem.

### Première Guerre mondiale
Les canons à longue portée et les bombardements aériens ont ravagé la commune, comme une grande partie de la région, au cours de la Première Guerre mondiale.
La ville a reçu la croix de guerre 1914-1918 à la suite de ces évènements. Elle a également eu droit à une citation à l'ordre de la nation à en ces termes :

« Le Ministre de la Guerre cite à l'ordre de l'Armée la ville de Bergues (Nord). Située à l'arrière des fronts Belge et Britannique, a supporté fièrement pendant quatre années de violents bombardements par avions et par pièces de longue portée. Malgré les pertes subies, sa population, digne de son glorieux passé, ne s'est jamais départie de son tranquille courage »

— Annuaire Ravet Anceau Département du Nord Année 1979 Tome III p. 9517
En janvier 1915, se trouve à Bergues un dépôt d'« éclopés » : on dirige notamment vers ce dépôt des soldats ayant été pris en charge par l'hôpital pour les contagieux, situé à Steenvoorde, et qui sont sortis d'affaire et/ou des soldats ayant été pris en charge dans l'infirmerie du commandement d'étapes situé dans cette même commune. On transporte en général ces personnes par le rail.
Bergues est en 1917-1918 le siège d'un commandement d'étapes, c'est-à-dire un élément de l'armée organisant le stationnement de troupes, comprenant souvent des chevaux, pendant un temps plus ou moins long, sur les communes dépendant du commandement, en arrière du front. Quaëdypre, Socx, Crochte, Esquelbecq, Bierne, Hoymille, Bissezeele, Wormhout, Warhem, Looberghe, Pitgam, West-Cappel, Rexpoëde, Steene, Coudekerque-Village, Uxem, West-Cappel, font partie de ce commandement d'étapes et ont donc accueilli des troupes. Le commandement d'étapes a ensuite été installé pendant un temps à Socx avant de revenir à Bergues. Bergues dépendait également en 1917-1918 du commandement d'étapes de Petite-Synthe installé ensuite à Coudekerque-Branche.
Pendant la guerre, les débits de boissons, cafés, estaminets etc. ne disposent pas de la liberté des prix, du moins l'armée fixe-t-elle le prix maximum des boissons, ainsi le 6 novembre 1917 pour les villages dépendant du commandement d'étapes.

### Seconde Guerre mondiale
Dans le cadre de la défense de Dunkerque, en 1940 lors de la Seconde Guerre mondiale, Bergues a été la scène de combats vifs, des tirs d'artillerie et des bombardements qui l'ont touchée au cœur. Le Centre d'instruction de la 60e division d'infanterie qui s'était établie à Bergues fit barrage plusieurs jours dans les remparts de la ville et repoussa de nombreuses attaques ennemies malgré une grande infériorité et de violents bombardements. Le 2 juin, une brèche a été portée dans la défense, la ville avait été ravagée à 60 %.
La ville, quittée par les Allemands au petit matin, est libérée le 16 septembre 1944, après dix jours de siège et de violents combats par les Canadiens. Mais avant de partir, les Allemands ont dynamité le beffroi et l'église qui s'effondrent. Et quelques heures plus tard, alors que la population se réjouit et est rassemblée, semble-t-il parce que les F.F.I. (Forces françaises de l'intérieur) s'apprêtaient à tondre deux femmes accusées de « collaboration horizontale », une explosion ravage deux maisons, elles aussi piégées avec volonté de tuer des civils, de la rue Nationale faisant 42 morts et une soixantaine de blessés. À l'issue de la guerre, la ville est détruite à 80%,.
Ces évènements ont valu à la ville une nouvelle citation à l'ordre de la nation avec attribution de la croix de guerre 1939-1945 avec étoile d'argent :

« Fidèle à son glorieux passé, déjà citée à l'ordre au cours de la guerre 1914-1918, s'est trouvée à deux reprises sous le feu de l'ennemi - systématiquement incendiée par représailles en Juin 1940, constamment occupée par la troupe ennemie et libérée après un siège de 10 jours - victime d'un attentat particulièrement odieux qui a coûté la vie à 42 de ses habitants et blessé grièvement 52 autres.
Ville héroïque dont la conduite peut servir d'exemple à la Nation »

— Annuaire Ravet Anceau Département du Nord Année 1979 Tome III p. 9517
Le beffroi construit en 1448, incendié en mai 1940, dynamité par les allemands en 1944, est reconstruit en 1961.

### Bergues aujourd'hui

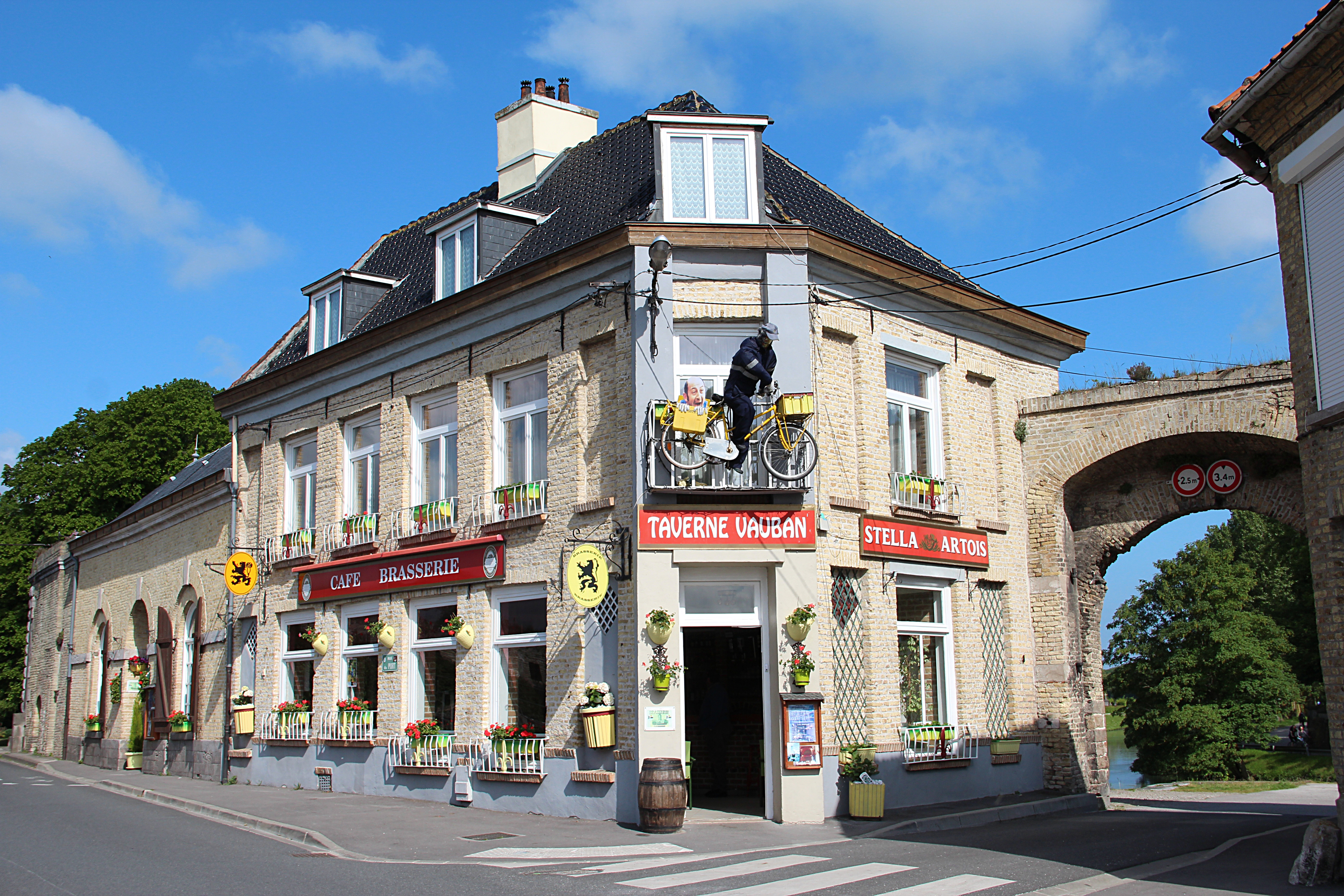
La taverne du film Bienvenue chez les Ch'tis

Bergues n'a plus qu'une importance régionale faible de nos jours entre autres dans le domaine de l'enseignement. À proximité de Dunkerque l'industrieuse, on voit entre les nombreux monuments, les restes d'un passé riche.
La vocation de la ville se trouve maintenant dans le tourisme qui s'est développé fortement ces dernières années, surtout depuis le succès du film Bienvenue chez les Ch'tis de Dany Boon.

## Politique et administration

### Liste des maires successifs
En 1795, le maire fut Louis Clays Venderhulst.

### Politique Transition Ecologique et Citoyenne
Ville fortifiée par Vauban, Bergues est une commune principalement urbaine avec 73% de terres artificialisées. Cependant, la présence des douves et des fortifications boisées fait que le bourg présente un taux de boisements (15%) et de milieux aquatiques (8%) très important au regard des autres communes du territoire.
Entre 2009 et 2013, les évolutions ont été mineures. Elles sont liées d'une part à la réalisation d'un plateau multisport, et, d'autre part, à la mise en valeur des remparts. Sur ce dernier point, il ne s'agit pas d'artificialisation des sols.

#### Plan de Gestion Différenciées et Écopastoralisme
Dans le cadre de sa transition écologique, la ville a mis en place un plan de Gestion Différenciée de ses espaces naturels périurbains en partie classés ZNIEFF dont 10 ha sont consacrés à l'écopastoralisme avec 70 brebis en itinérance.
Un berger et ses chiens de race borders colie assurent la mobilité du troupeau en suivant la ressource au fil de la saison estivale. La transhumance estivale se situe aux alentours du 1 Mars, la transhumance hivernale au 15 novembre.

#### Flore
En l'état des connaissances actuelles, la commune de Bergues abrite 396 espèces végétales.
Cela représente près de 40 % des espèces du SCoT et 19 % de la flore sauvage régionale.
Bergues est ainsi l'une des communes les plus riches de la région Flandre-Dunkerque en matière de patrimoine
végétal. Cette richesse s'explique par la présence d'habitats diversifiés (remparts, douves et canaux, boisements…).
En outre, la forte pression d'inventaires naturalistes et la volonté municipale de mieux connaitre et préserver la
biodiversité de son territoire (réalisation d'un atlas de la biodiversité communale en 2013) contribuent à révéler
cette richesse.
Si 76 % des espèces inventoriées sur Bergues sont très communes à assez communes, 5 % de sa flore
est très rare à exceptionnelle.
La présence de milieux minéraux sur le bourg profite à une végétation singulière. Ainsi, l'Arabette
poilue, rare et menacée, est présente sur les remparts, tandis que la Véronique précoce, exceptionnelle
dans le Nord et le Pas-de-Calais, s'épanouit dans les ballasts de la gare.
Les milieux aquatiques hébergent quant à eux l'Hottonie des marais, quasi-menacée, et le Butome en ombelle.

#### Faune
Comme pour la flore, la diversité des milieux rencontrés sur Bergues est favorable à l'accueil d'une faune variée, notamment liée aux milieux humides.
La commune abrite ainsi la moitié des espèces d'amphibiens du Nord et du Pasde-Calais, et bien plus du tiers des espèces d'oiseaux nicheurs, reptiles, papillons de jour et mammifères terrestres. Les groupes les
moins bien représentés sont les Odonates et les Chauve-souris, même si leur nombre d'espèces est bien plus important que sur la grande majorité des autres communes du territoire.
Seuls les groupes des oiseaux nicheurs et des mammifères comptent des espèces réputées menacées.
L'espèce emblématique de Bergues est le Lézard des murailles, dont les remparts et fortifications constituent l'habitat. Les casemates et souterrains accueillent les Chauve-souris en hibernation, tandis que les douves et les bastions boisés permettent d'observer la Sitelle torchepot, le Thécla du chêne et une colonie mixte d'Aigrettes garzettes et de Hérons cendrés. Les douves et canaux intérieurs accueillent quant à eux des espèces peu communes d'Odonates : l'Agrion nain et l'Agrion joli.

#### Les enjeux
Située au carrefour des coteaux du Houtland et de la plaine wateringuée, les espaces naturels de Bergues permettent d'assurer une liaison entre la vallée de l'Yser et les espaces littoraux. Ils sont aussi un relais du corridor écologique de la Colme, reliant Watten à Hondschoote.La ville fortifiée étant quasiment limitée au périmètre de ses remparts, la trame verte et bleue du bourg se compose principalement du réservoir de biodiversité " ZNIEFF des Remparts de Bergues ". Les canaux des fortifications permettent de liaisonner les corridors écologiques que sont les canaux de la Colme, de la Basse-Colme et de Bergues, ainsi que le Bierendyck et le Schelf Vliet.
Les enjeux pour la commune de Bergues sont les suivants :
- Préserver et développer l'armature de la trame verte et bleue pour permettre aux espèces d'effectuer leurs déplacements vitaux et de coloniser de nouveaux espaces.
- Mettre en place une gestion différenciée des espaces verts pour favoriser l'accueil de la nature en ville.
- Réaliser des opérations urbaines intégrant la biodiversité.
- Rétablir la continuité transversale sur les RD 916 et 916a, ainsi que sur la voie ferrée. Les bords des routes peuvent jouer le rôle de corridor biologique (s'ils sont gérés " écologiquement "), cependant ces voies restent des barrières infranchissables pour certains groupes d'espèces.
- Assurer/maintenir la continuité écologique longitudinale des canaux pour les poissons migrateurs comme l'Anguille (au niveau des stations de pompages notamment).
- Poursuivre et améliorer la connaissance de la biodiversité de Bergues pour une meilleure prise en compte dans l'aménagement du territoire.

#### Territoire Engagé pour la Nature
Depuis 2023, Bergues a été labellisée "Territoire Engagé pour la Nature" par l'Office français de la Biodiversité. Ce label reconnaît les efforts soutenus de la ville en faveur de la préservation de l'environnement et de la biodiversité.

### Jumelages
Erndtebrück (Allemagne), dans la Rhénanie-du-Nord-Westphalie.

## Population et société

### Démographie

#### Évolution démographique
L'évolution du nombre d'habitants est connue à travers les recensements de la population effectués dans la commune depuis 1793. Pour les communes de moins de 10 000 habitants, une enquête de recensement portant sur toute la population est réalisée tous les cinq ans, les populations de référence des années intermédiaires étant quant à elles estimées par interpolation ou extrapolation. Pour la commune, le premier recensement exhaustif entrant dans le cadre du nouveau dispositif a été réalisé en 2007.

En 2022, la commune comptait 3 543 habitants, en évolution de −4,99 % par rapport à 2016 (Nord : +0,51 %, France hors Mayotte : +2,11 %).
| 1793  | 1800  | 1806  | 1821  | 1831  | 1836  | 1841  | 1846  | 1851  |
| ----- | ----- | ----- | ----- | ----- | ----- | ----- | ----- | ----- |
| 6 108 | 5 085 | 5 667 | 5 528 | 5 962 | 5 968 | 6 045 | 5 967 | 5 968 |

| 1856  | 1861  | 1866  | 1872  | 1876  | 1881  | 1886  | 1891  | 1896  |
| ----- | ----- | ----- | ----- | ----- | ----- | ----- | ----- | ----- |
| 5 665 | 6 022 | 5 738 | 5 774 | 5 368 | 5 385 | 5 435 | 5 380 | 5 258 |

| 1901  | 1906  | 1911  | 1921  | 1926  | 1931  | 1936  | 1946  | 1954  |
| ----- | ----- | ----- | ----- | ----- | ----- | ----- | ----- | ----- |
| 5 227 | 5 032 | 4 856 | 3 922 | 3 878 | 3 756 | 3 839 | 3 237 | 3 842 |

| 1962  | 1968  | 1975  | 1982  | 1990  | 1999  | 2006  | 2007  | 2012  |
| ----- | ----- | ----- | ----- | ----- | ----- | ----- | ----- | ----- |
| 4 469 | 4 545 | 4 485 | 4 488 | 4 163 | 4 209 | 3 959 | 3 923 | 3 910 |

| 2017  | 2022  | - | - | - | - | - | - | - |
| ----- | ----- | - | - | - | - | - | - | - |
| 3 653 | 3 543 | - | - | - | - | - | - | - |

#### Pyramide des âges
En 2018, le taux de personnes d'un âge inférieur à 30 ans s'élève à 32,3 %, soit en dessous de la moyenne départementale (39,5 %). À l'inverse, le taux de personnes d'âge supérieur à 60 ans est de 33,2 % la même année, alors qu'il est de 22,5 % au niveau départemental.
En 2018, la commune comptait 1 663 hommes pour 1 974 femmes, soit un taux de 54,28 % de femmes, largement supérieur au taux départemental (51,77 %).
Les pyramides des âges de la commune et du département s'établissent comme suit.
| Hommes | Classe d’âge | Femmes |
| ------ | ------------ | ------ |
| 1,3    | 90 ou +      | 4,3    |
| 8,5    | 75-89 ans    | 16,0   |
| 16,9   | 60-74 ans    | 18,3   |
| 20,3   | 45-59 ans    | 18,4   |
| 16,4   | 30-44 ans    | 14,4   |
| 21,6   | 15-29 ans    | 16,2   |
| 15,1   | 0-14 ans     | 12,4   |

| Hommes | Classe d’âge | Femmes |
| ------ | ------------ | ------ |
| 0,5    | 90 ou +      | 1,4    |
| 5,3    | 75-89 ans    | 8,1    |
| 14,8   | 60-74 ans    | 16,2   |
| 19,1   | 45-59 ans    | 18,4   |
| 19,5   | 30-44 ans    | 18,7   |
| 20,7   | 15-29 ans    | 19,1   |
| 20,2   | 0-14 ans     | 18     |

### Enseignement
Bergues fait partie de l'académie de Lille, et relève pour le premier degré de la direction des services départementaux de l'éducation nationale du Nord (D.S.D.E.N. Nord) et pour le second degré du Rectorat de Lille
Elle compte dans ses murs, une école maternelle et une école primaire publiques, ainsi que deux écoles maternelles et primaires privées.
Pour l'enseignement scolaire, les élèves sont accueillis dans un collège public ou dans un collège privé.

### Sports
Bergues compte de nombreuses associations sportives dans de nombreux domaines : club de football, tennis, badminton, gymnastique, boxe thaïlandaise et sports de combat, etc., mais aussi une école de danse classique.
Dans la lignée de la tradition flamande, on y trouve également une société de tir à l'arc, la Guillaume Tell, héritière de l'ancienne ghilde communale de Saint-Sébastien, mais aussi diverses associations où par exemple, pratiquer le tir sur cible.

### Média
Le Journal des Flandres est un hebdomadaire fondé en 1854 à Bergues. Il fait à présent partie du Groupe Nord Littoral lui même intégré au groupe Rossel qui édite La Voix du Nord. Le 9 Avril 2021 le Journal des Flandres est de retour à Bergues, la rédaction a emménagé au premier étage du Beffroi.

## Économie
Depuis le Moyen Âge, se tient à Bergues le dimanche des Rameaux (dimanche avant Pâques) la foire des Rameaux très connue dans la région et qui draine de très nombreux visiteurs. En 1893, cette foire ou franc marché durait trois jours.
À côté de cette manifestation d'importance régionale, un marché a lieu tous les lundis matin (il existait déjà en 1893, époque où la ville de Bergues comptait deux marchés par semaine : le lundi et le vendredi).
Le tourisme s'est développé à la fin des années 2000 à la suite du film Bienvenue chez les Ch'tis de Dany Boon, la visite des lieux de tournage faisant partie des attractions locales.

## Culture et patrimoine
L'office de tourisme de Bergues renseigne les visiteurs sur les activités possibles.
La fête communale avait lieu au mois de juin et le 15 août. De nos jours, en mars se déroule le carnaval de Bergues, lié au carnaval de Dunkerque.
Depuis plusieurs années se déroule en juillet et en août « Les plus beaux dimanches de Bergues ».
Deux circuits pédestres permettent de faire découvrir la ville :
- « Bergues une balade de charme », circuit de 4,5 km[178].
- « Bergues : nature et histoire », circuit de 5,2 km[179].

### Lieux et monuments

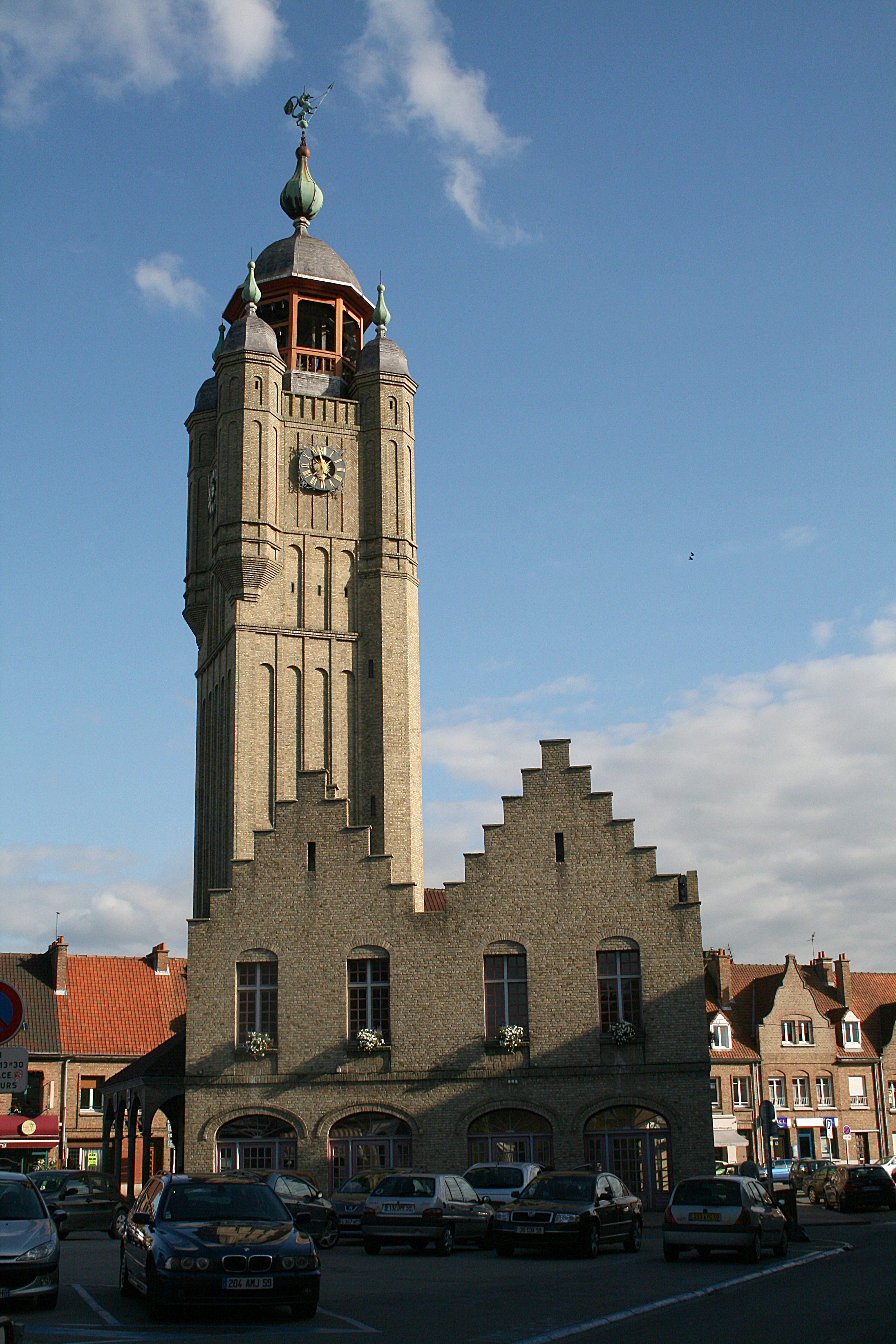
Le Beffroi (30 août 2011)

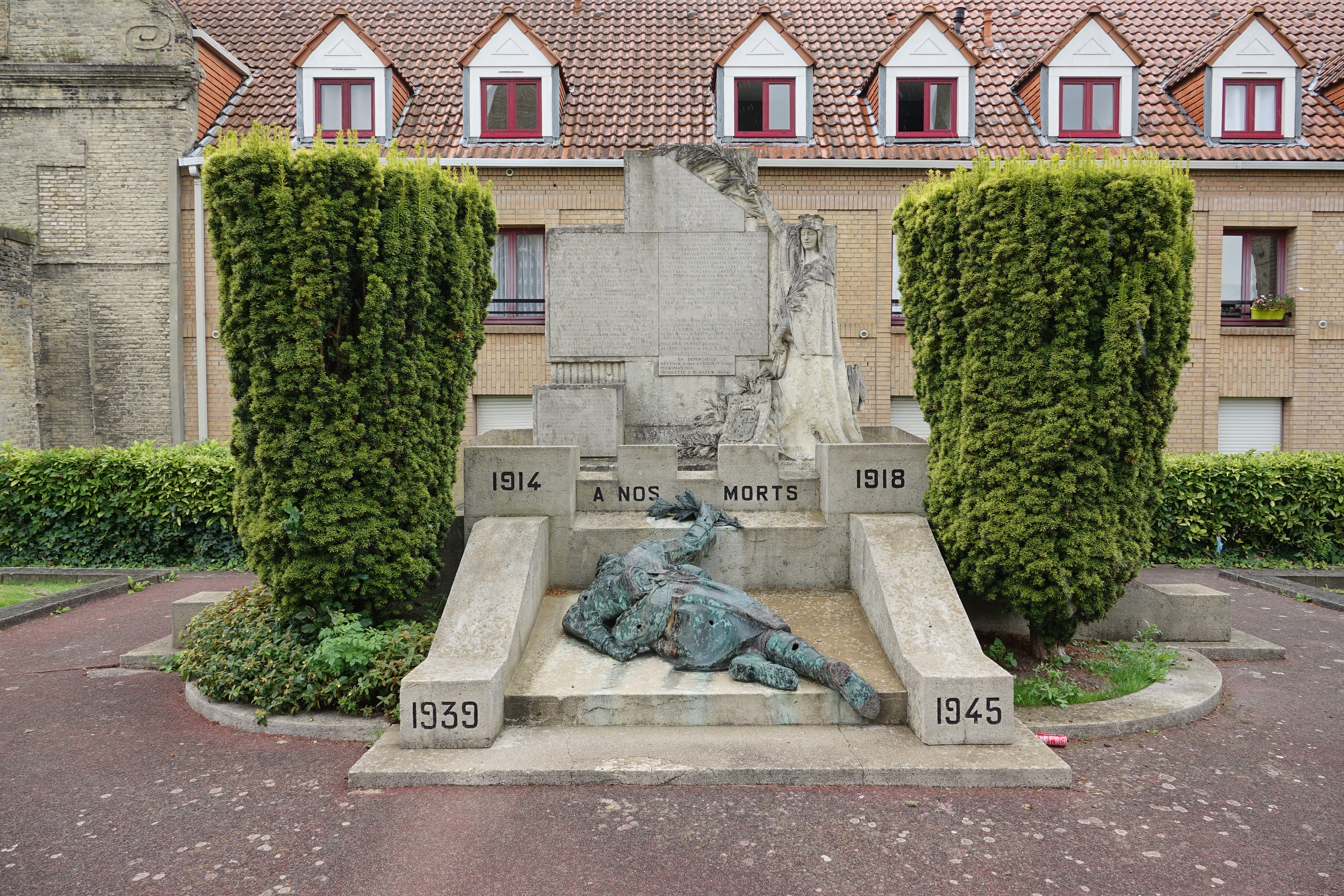
Le monument aux morts des Première et Seconde Guerres mondiales.

- Les remparts, longs de 5 300 mètres, dont une partie est médiévale et une partie construite sur les plans de Vauban. L'enceinte fortifiée est bien conservée dans son ensemble, avec ses différentes portes, courtines et la citerne militaire datant du XVIIIe siècle[29].

- Le beffroi, commencé au XIVe siècle, puis refait au XVIe siècle. Il est détruit le 16 septembre 1944 à la suite d'un dynamitage des troupes allemandes et finalement reconstruit en 1961. Il fut inscrit monument historique le 2 novembre 2004 puis classé au patrimoine mondial de l'humanité par l'UNESCO le 16 juillet 2005 au titre des Beffrois de Belgique et de France.
- Le musée municipal (ancien Mont-de-piété), bâti sur les plans de Wenceslas Cobergher.
- L'abbaye Saint-Winoc, détruite en 1789 dont ne subsistent que quelques vestiges : la porte d'entrée (Porte de marbre), la tour Pointue rebâtie en 1812, et la tour carrée (XIIe - XIIIe siècle).
- La Bibliothèque de l'ancienne abbaye de Saint-Winoc regroupe 76 manuscrits datant du XIIe au XIVe siècle, 12 incunables et 6980 volumes imprimés. Elle comprend notamment le manuscrit enluminé de la Vie et miracles de Saint Winoc, datant de la première moitié du XIIe siècle, du moine Drogon[180]. Elle est située dans une salle de la Mairie[181]. L'hôtel de ville reconstruit en 1872 par Auguste Outters porte sur sa façade le buste de Lamartine, et possède ainsi dans les archives municipales le plus grand fond flamand existant en France[29].
- Cette ville possède plusieurs entrées : la Porte de Cassel, la Porte d'Hondschoote, la Porte de Dunkerque, la Porte de Bierne et la Porte aux Boules. Toutes ces portes sont classées monuments historiques.

#### Les portes

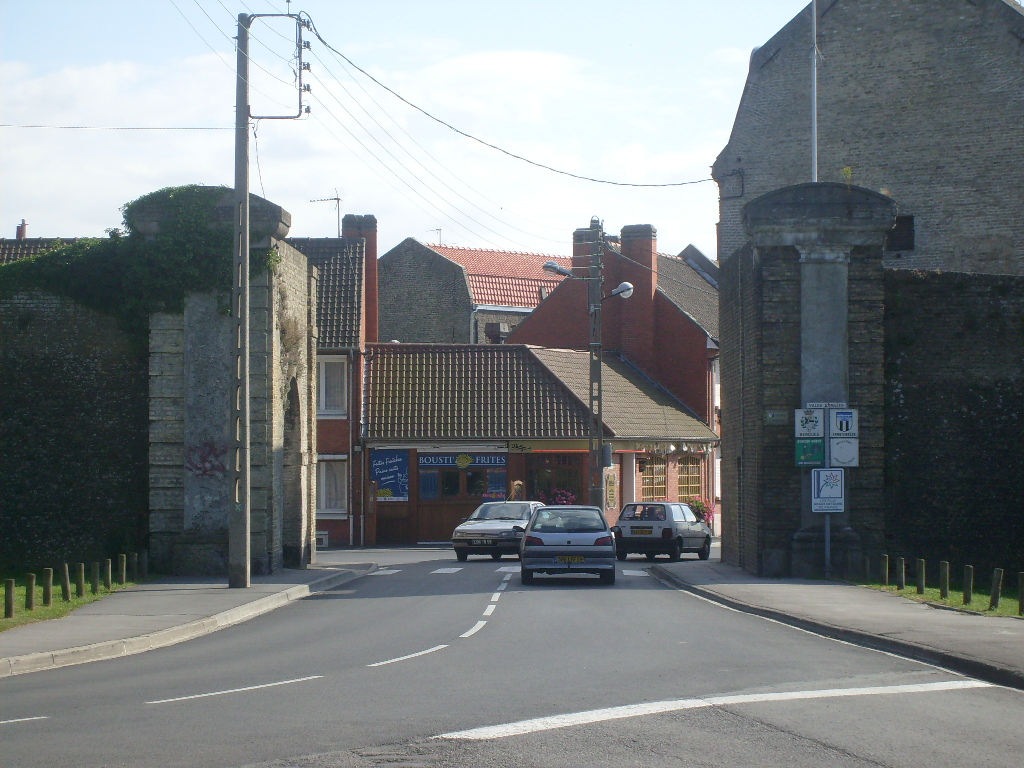
La porte d'Hondschoote
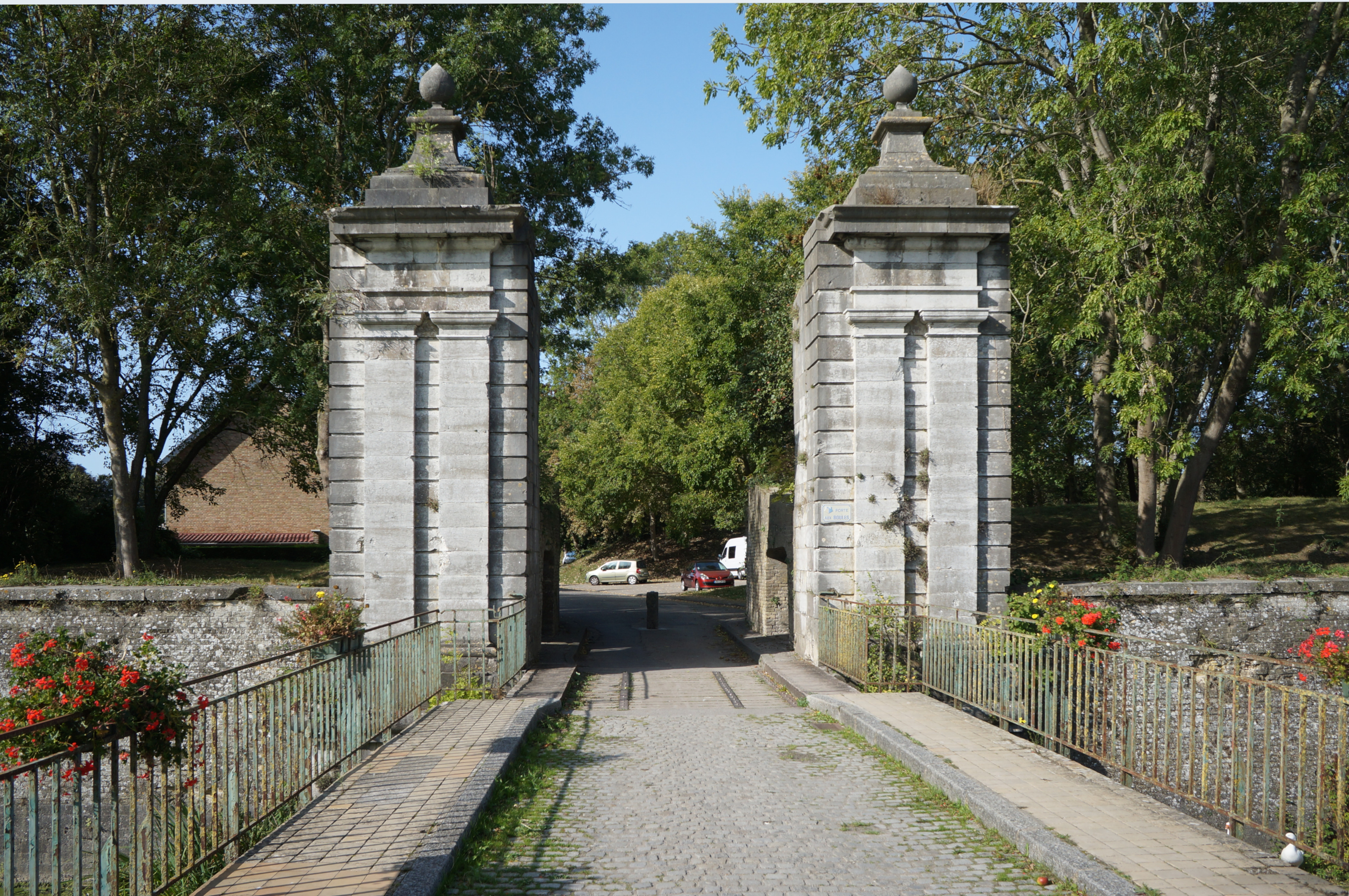
La porte aux boules
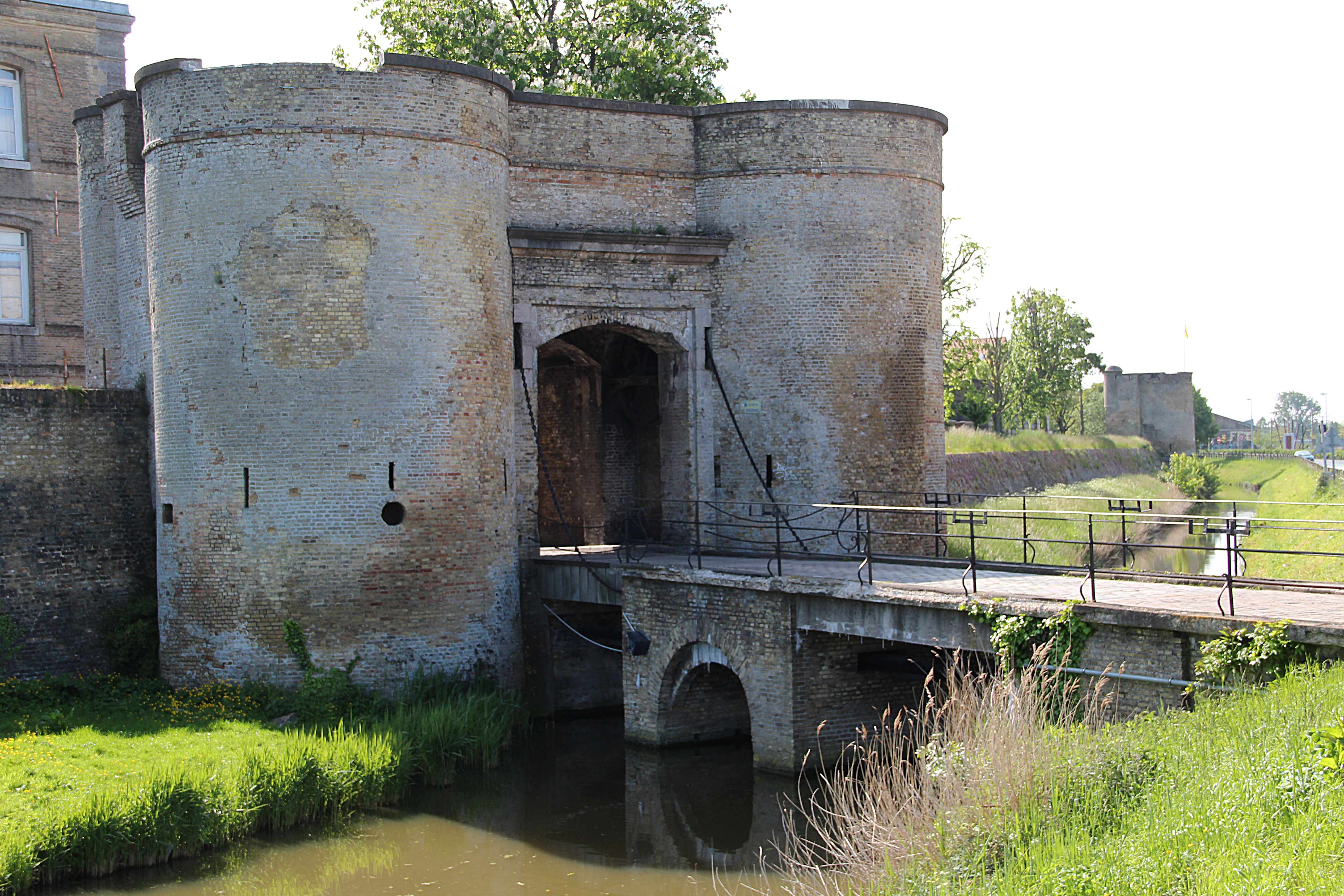
La porte de Bierne
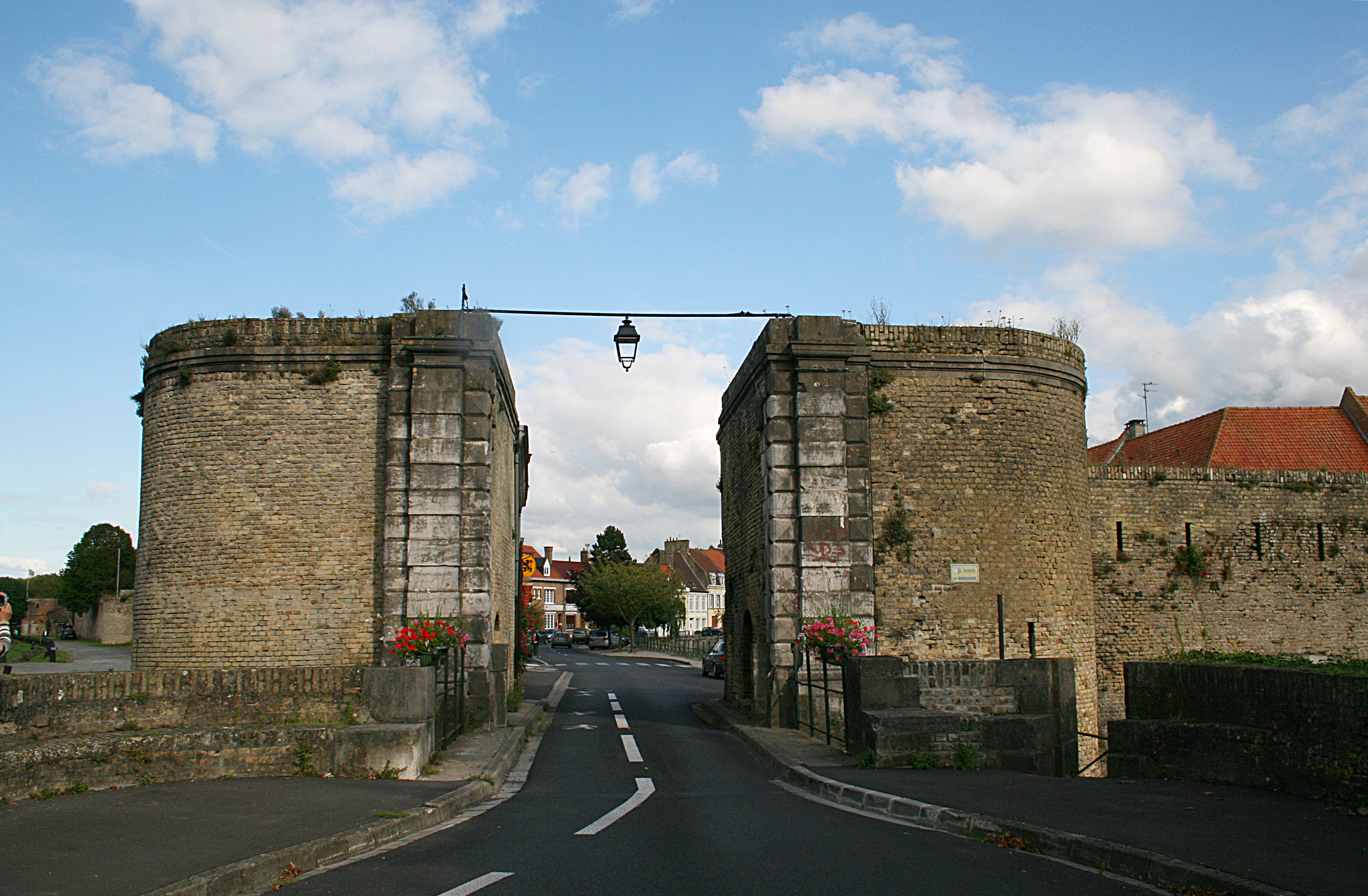
La porte de Dunkerque
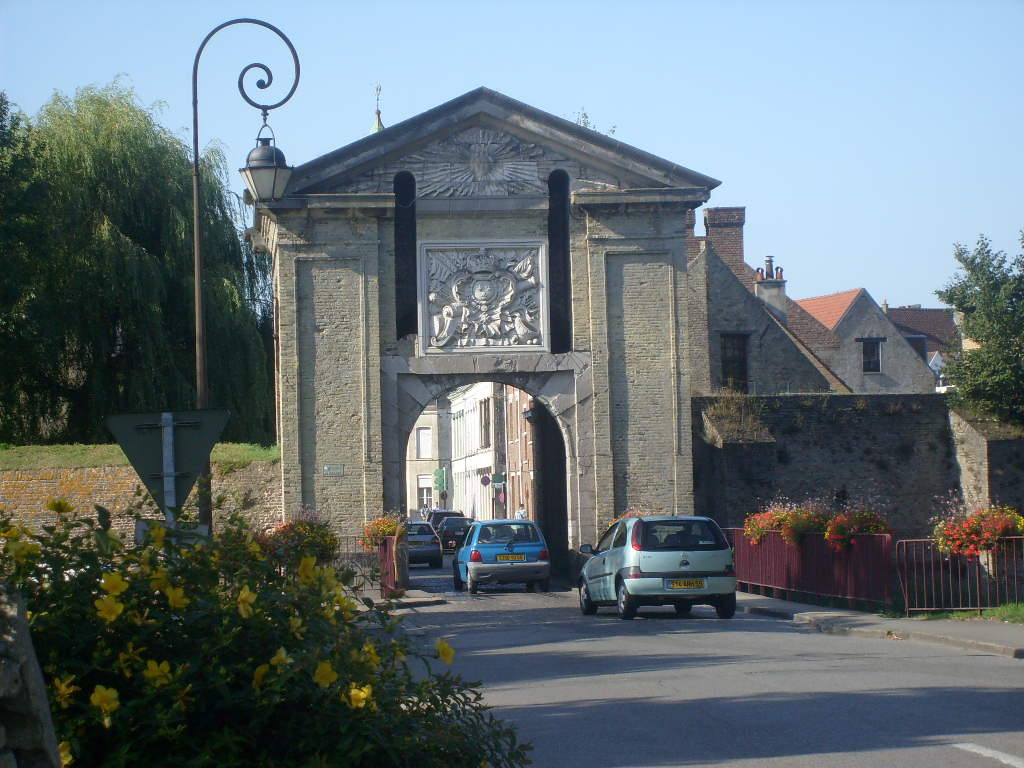
La porte de Cassel
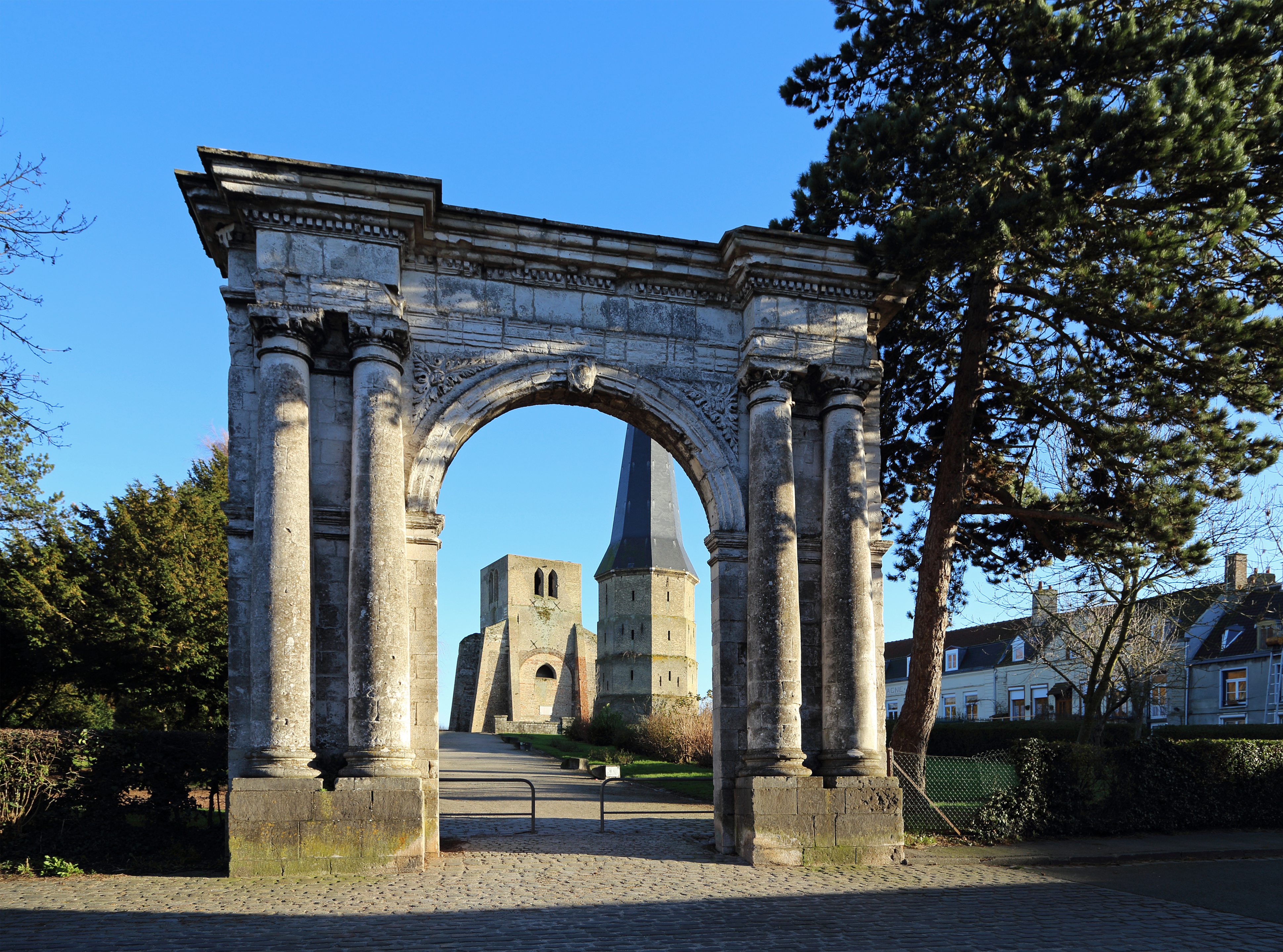
La Porte de Marbre, ancienne porte d'entrée de l'abbaye
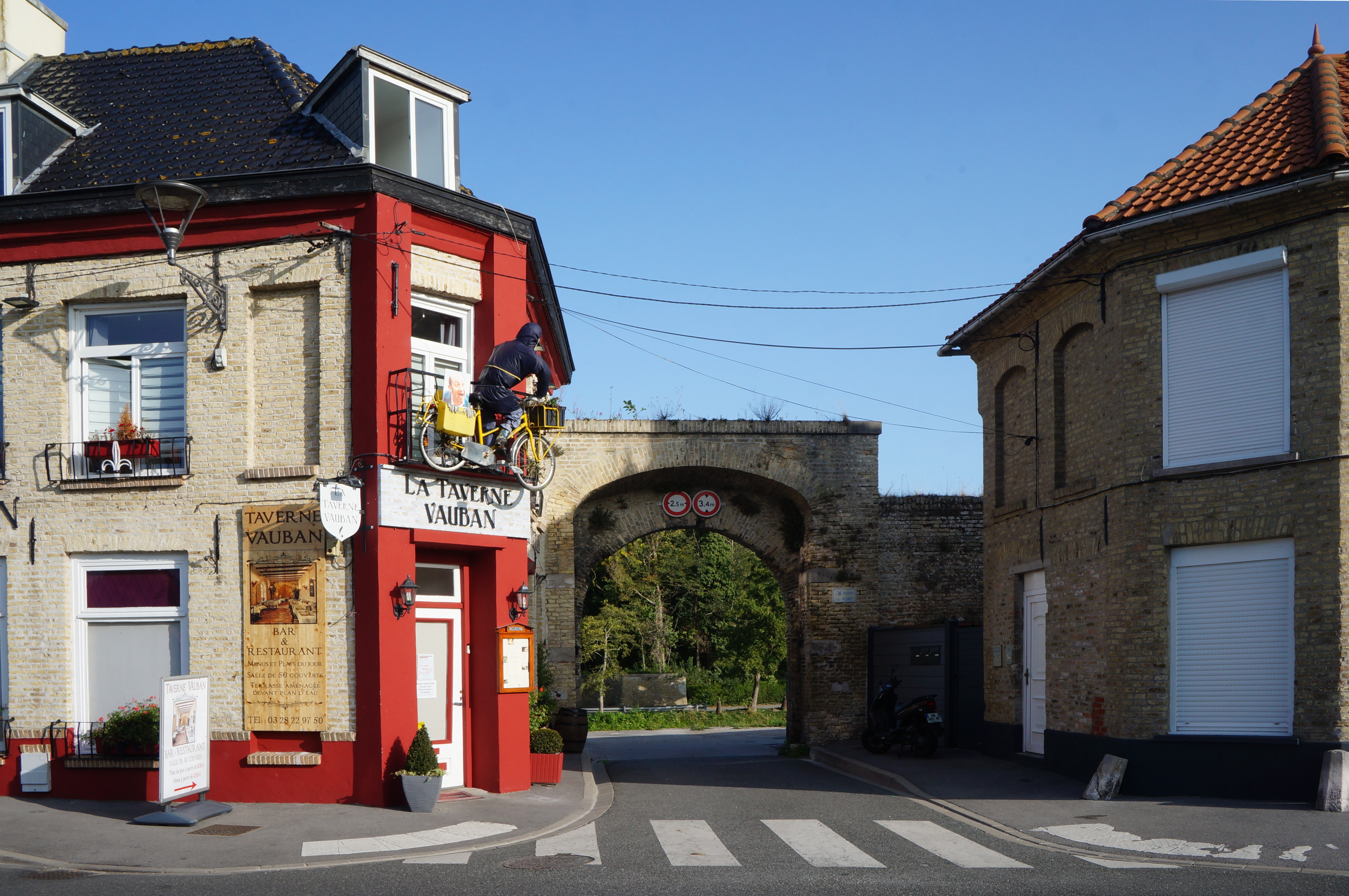
Taverne Vauban, Porte du Port.

#### Autres monuments

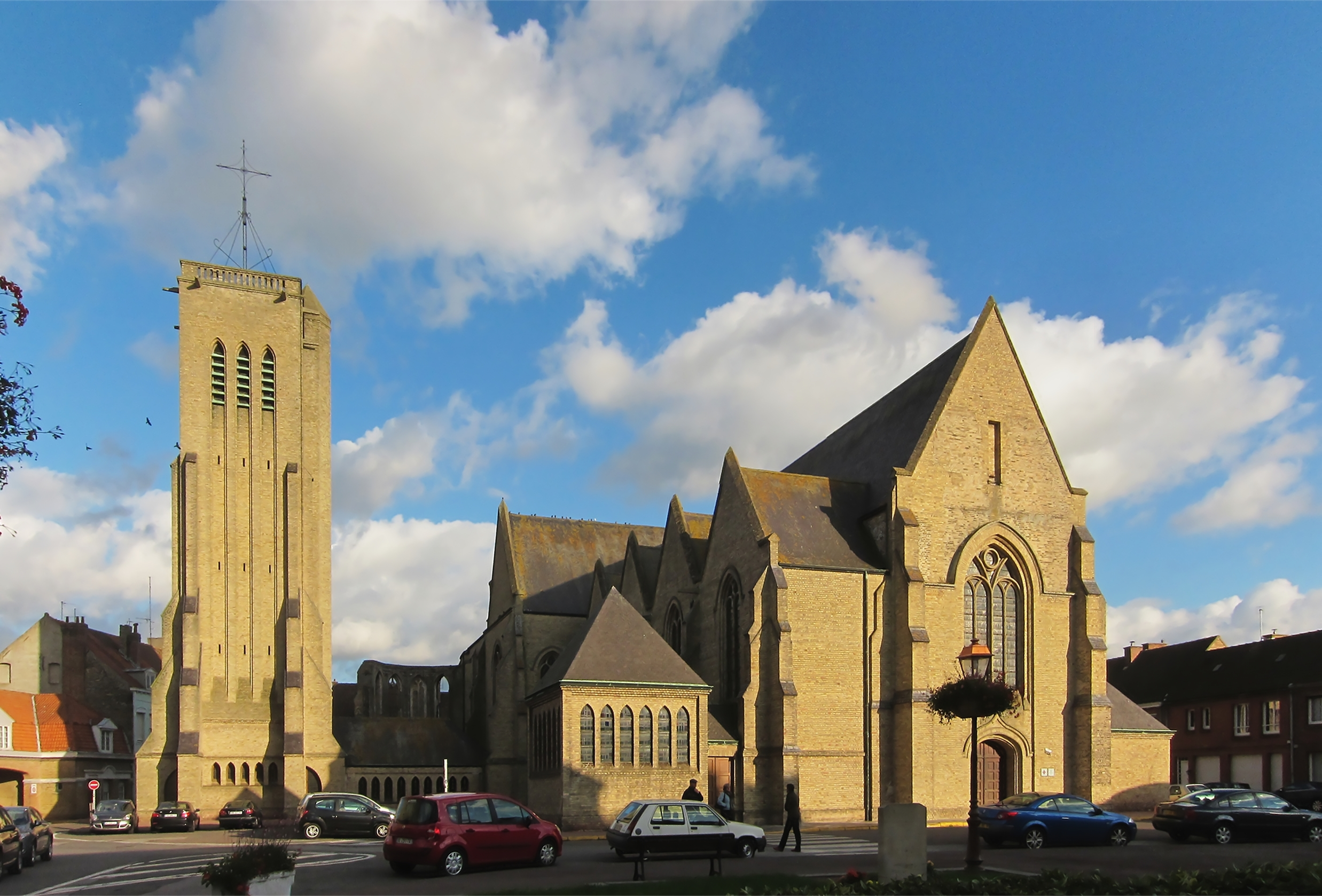
L'église Saint-Martin
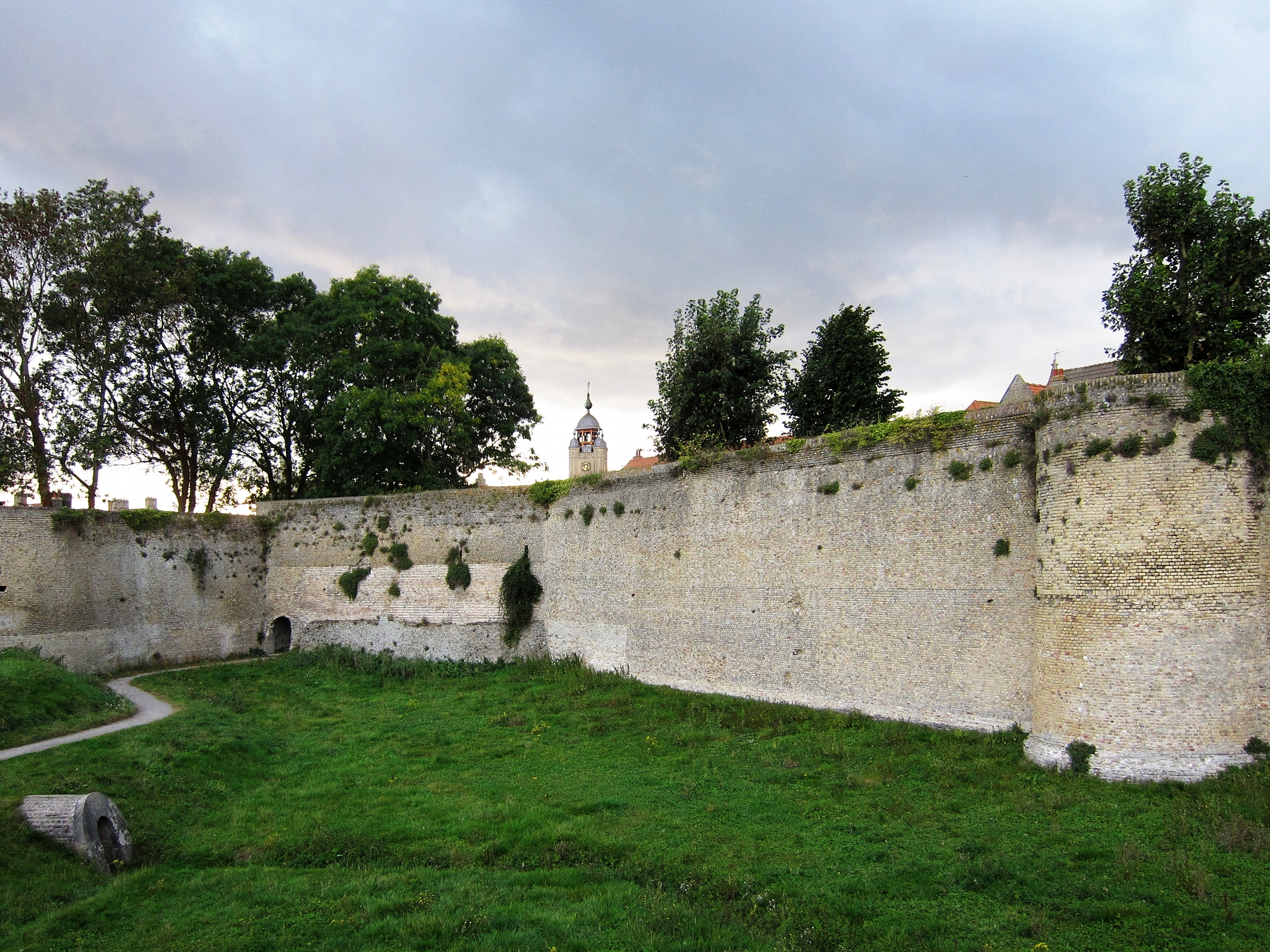
Les remparts
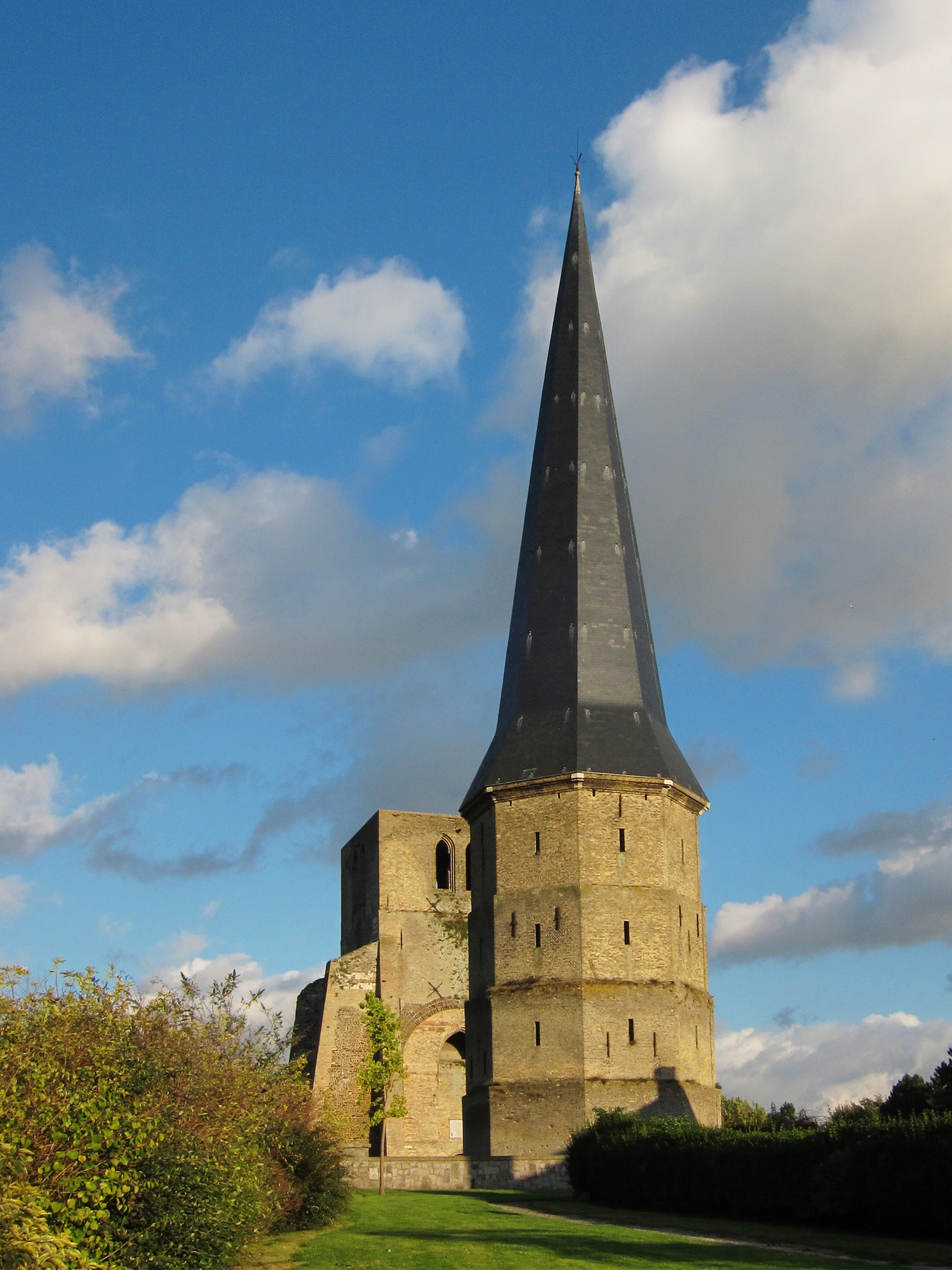
Les tours de l'abbaye Saint-Winoc
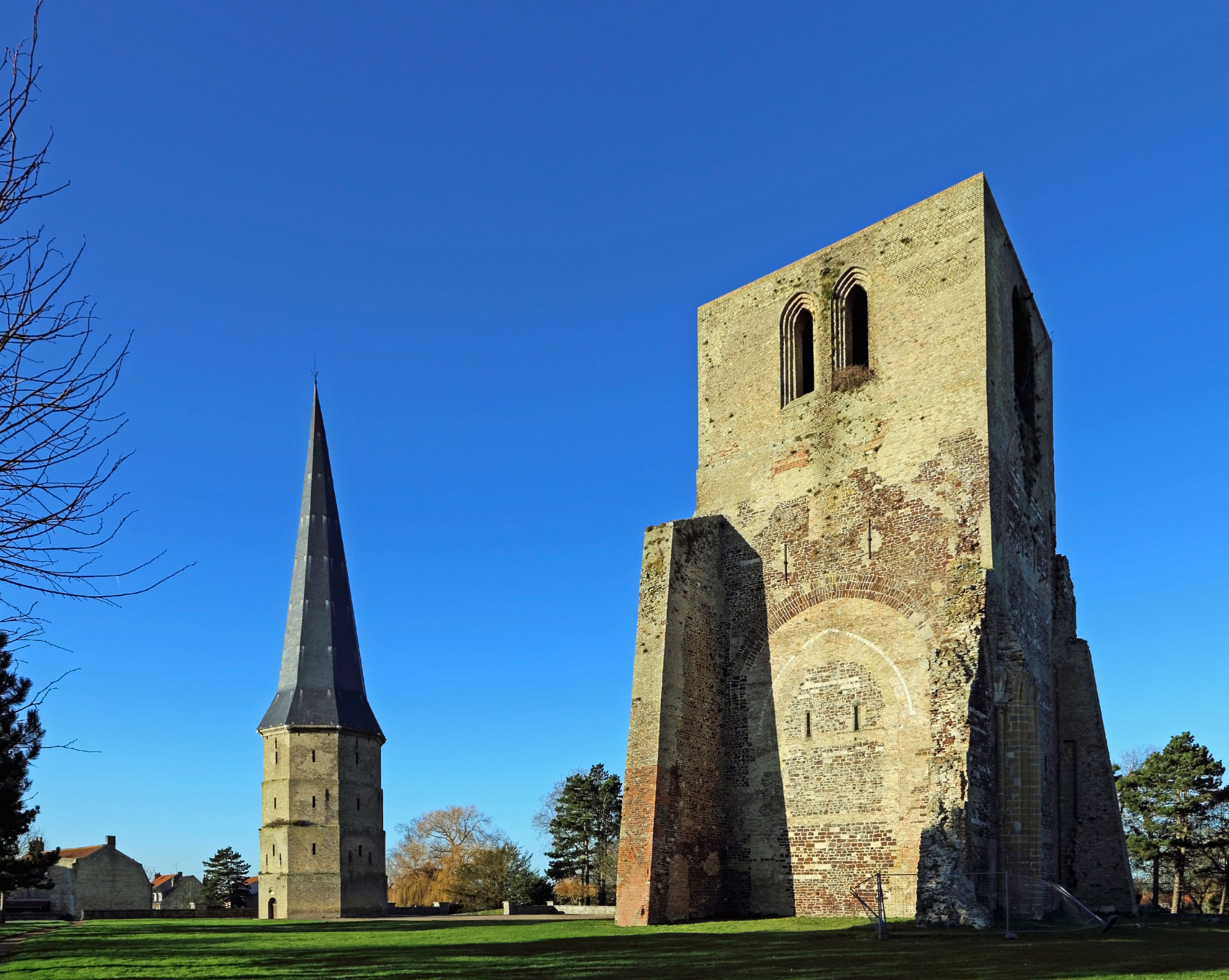
Les tours de l'abbaye, avec au premier plan la Tour Carrée
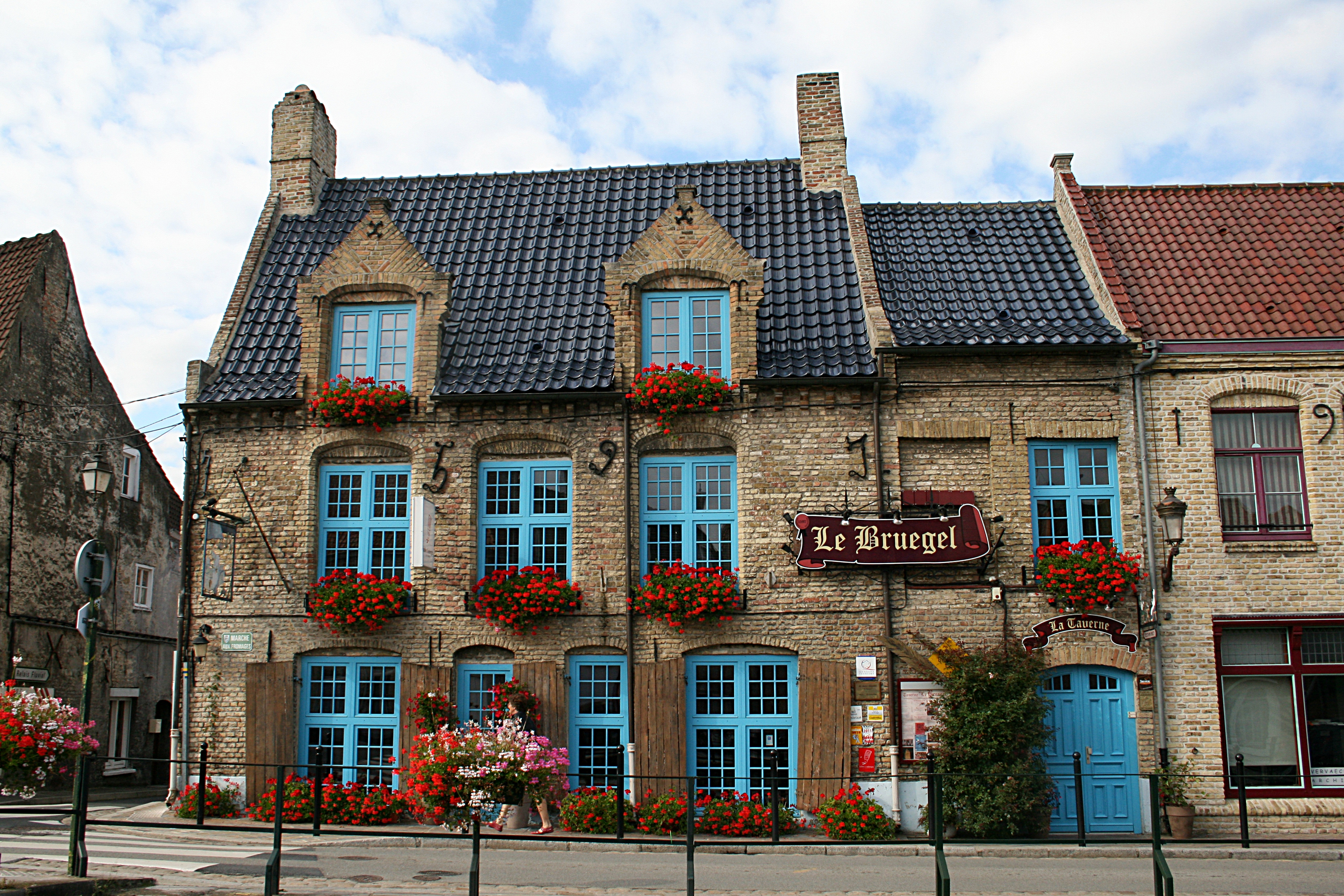
Estaminet "Le Bruegel" (1597).
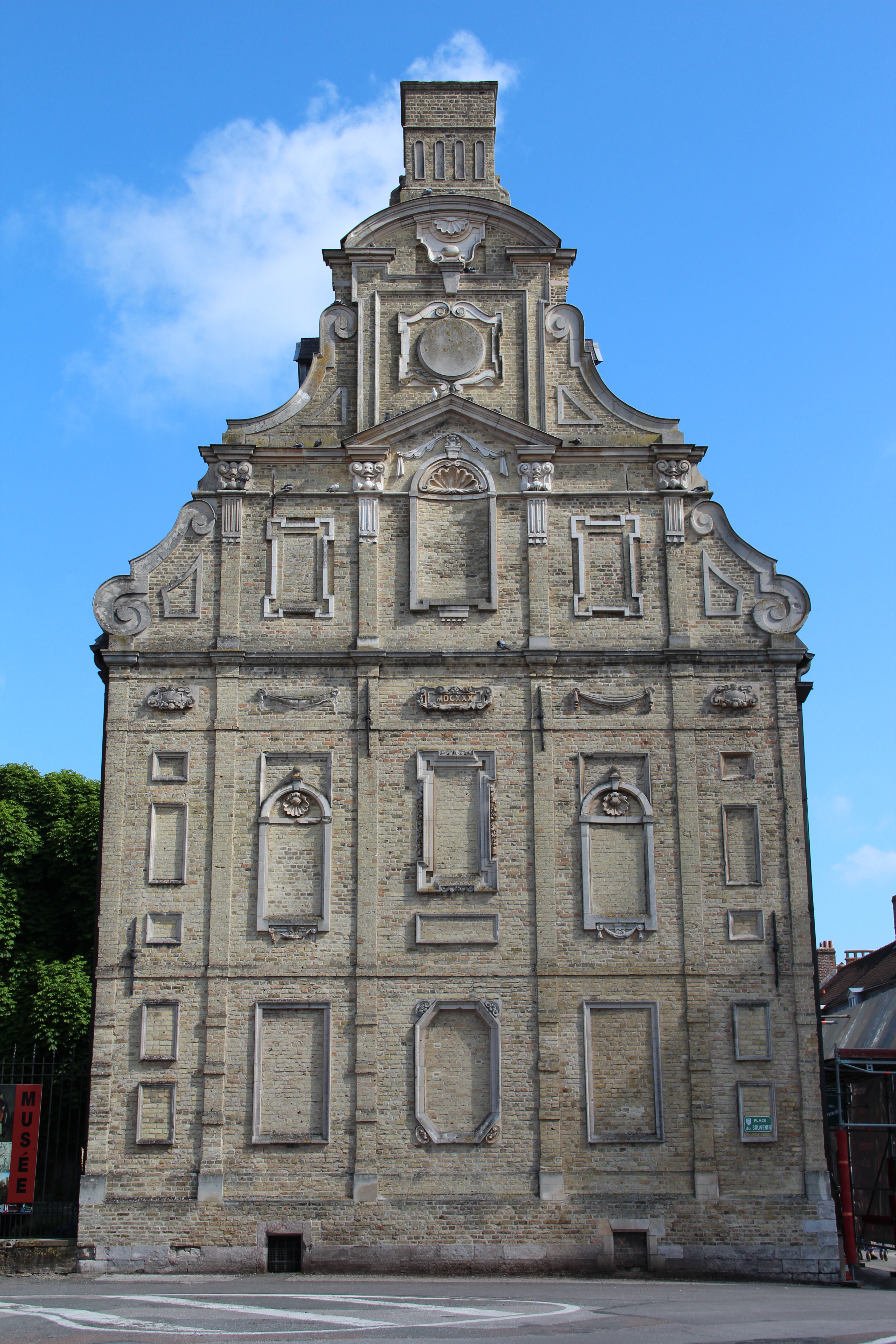
Le musée municipal
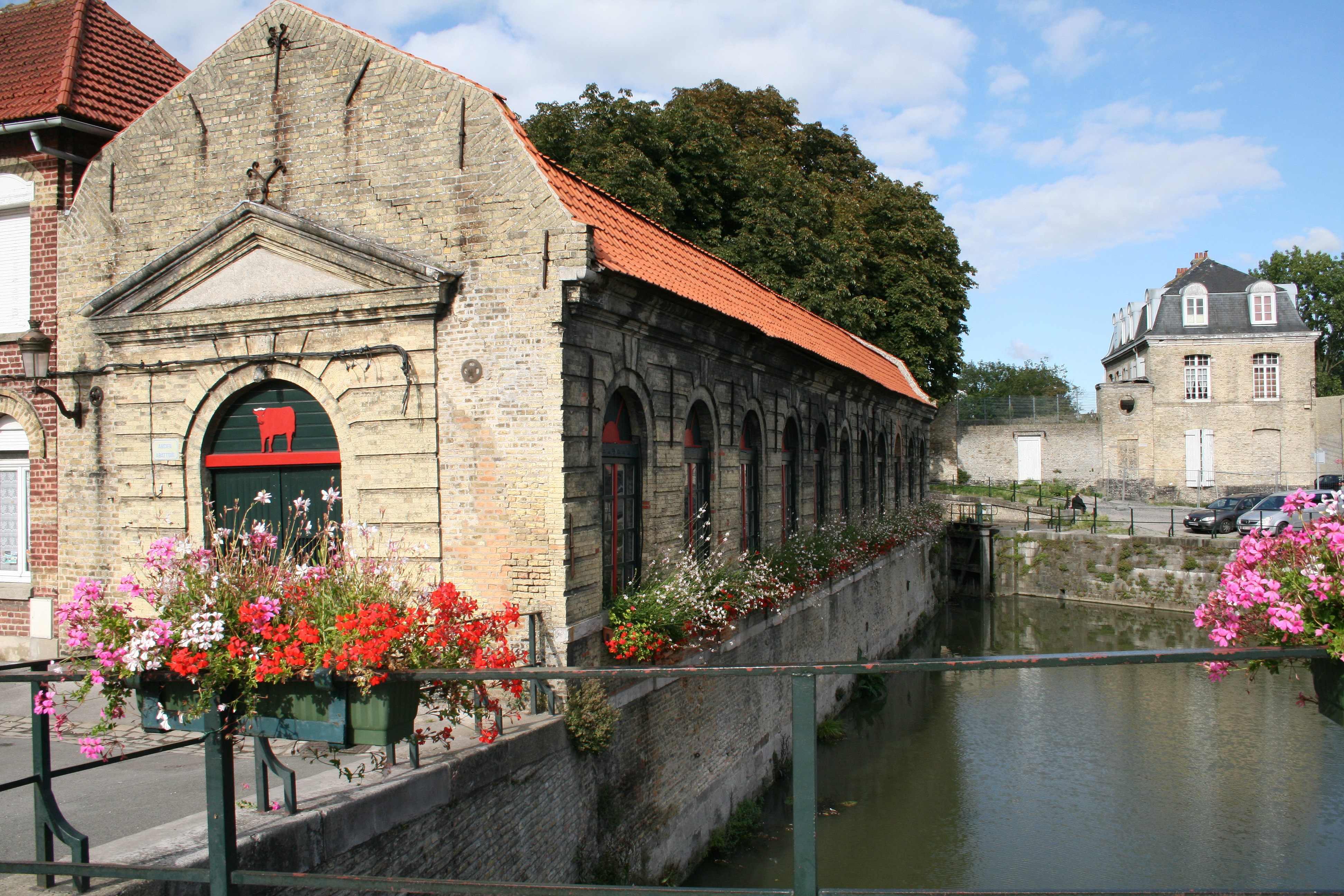
L'ancien abattoir (1811).
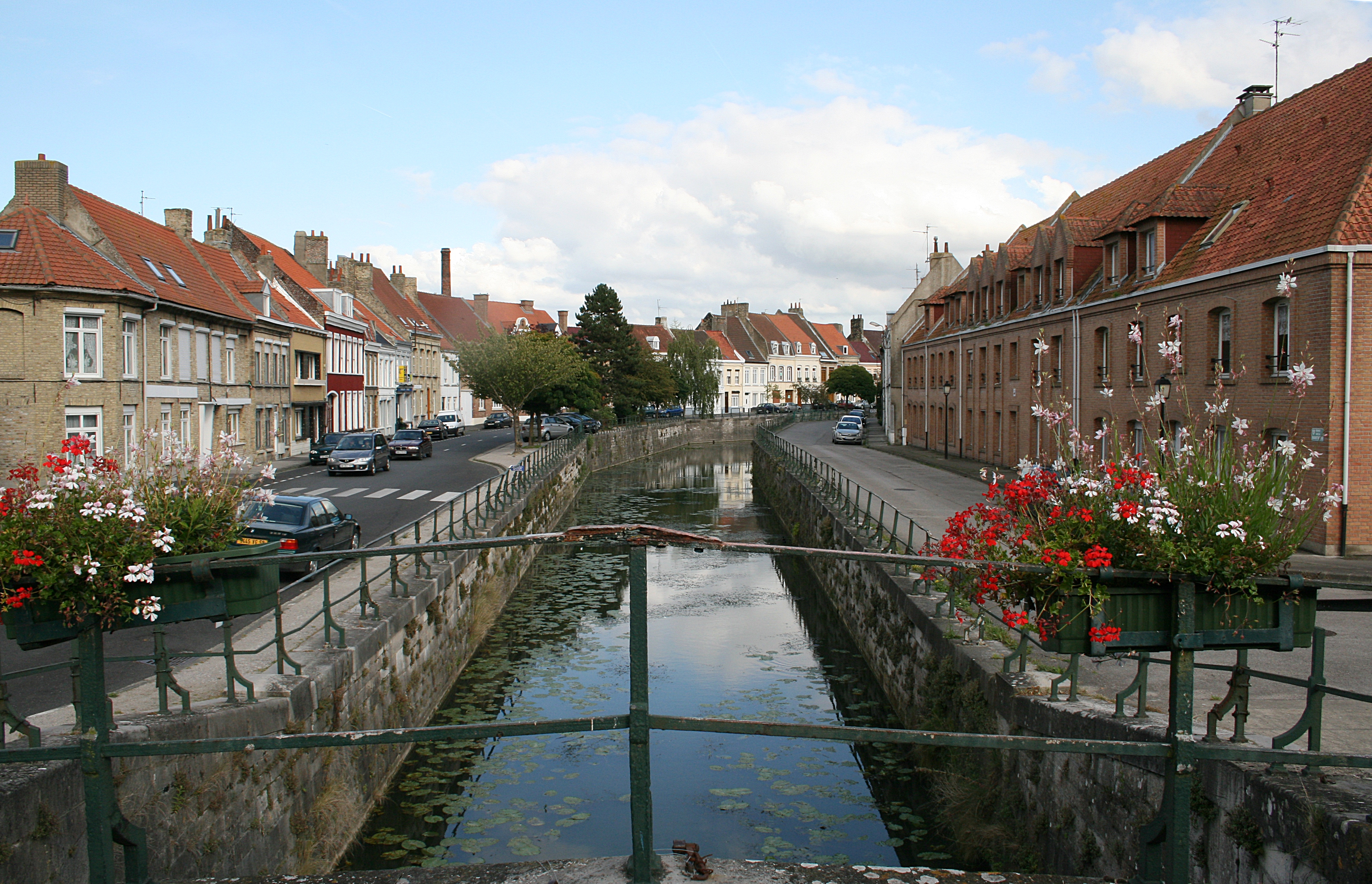
Le Canal de la Basse-Colme, la rue du Port et le quai de la Manutention.
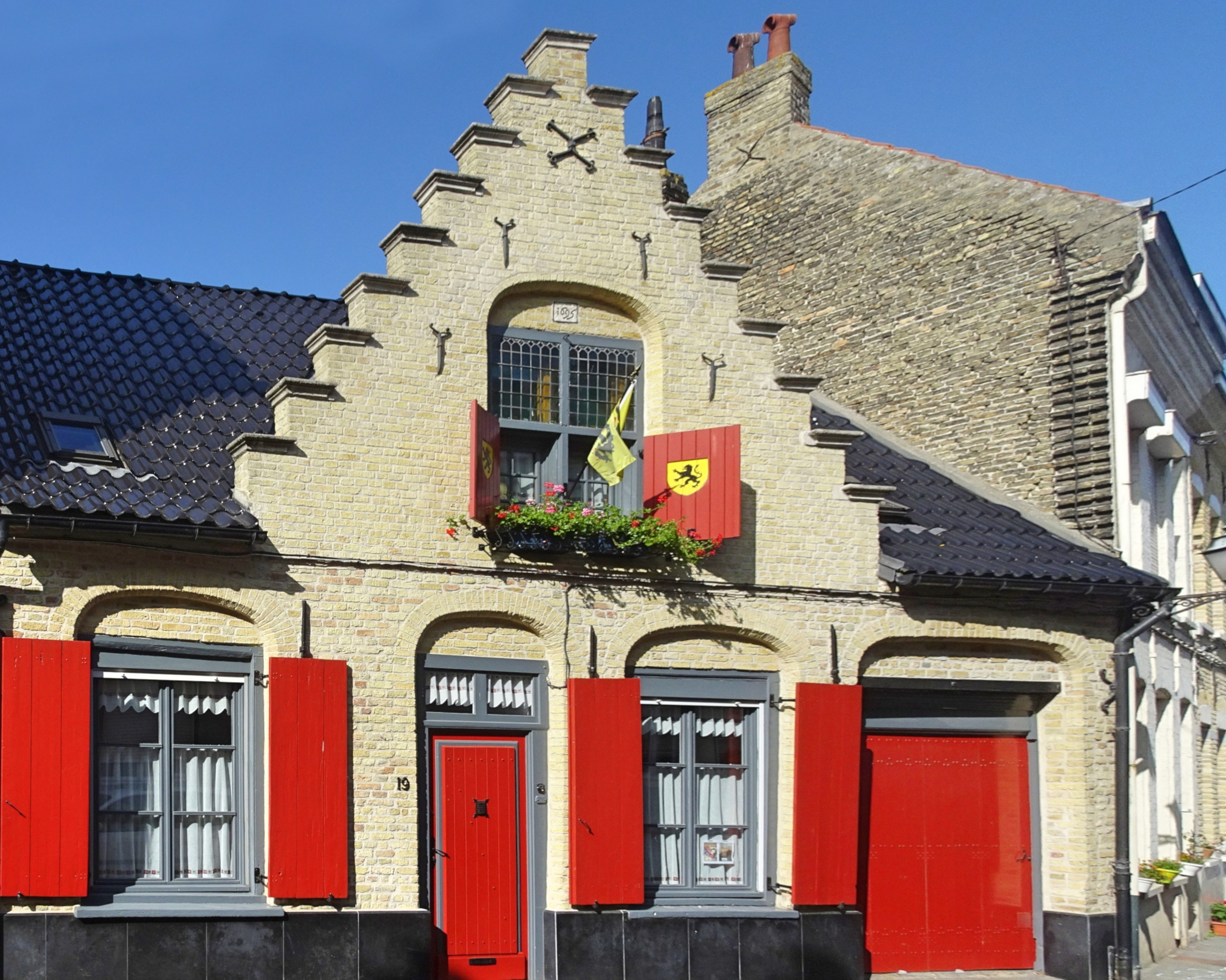
Maison bâtie en 1695,  n° 19 de la rue Jean Mermoz

### Personnalités liées à la commune
- Pierre Beyens né à Bois-le-Duc en 1564 décédé à Anvers en 1638 âgé de 54 ans, conseiller receveur et dépositaire général en l'Amirauté établie à Bergues-Saint-Winoc, mort Surintendant collecteur et receveur des droits des licences sur le Rhin et sur la Lippe.
- Gérard Blanckaert (1911-1983), né à Bergues, graveur sur bois et illustrateur.
- Maurice Caullery, zoologiste français né à Bergues (1868-1958).
- Maurice Cornette, docteur vétérinaire, député de Flandre, mort à Bergues (1918-1983).
- Léon Danchin, peintre animalier, mort à Bergues (1887-1938).
- Fernand Deligny, pédagogue, écrivain et réalisateur né à Bergues (1913-1996).
- Jean-Jacques Elshoecht dit Carle Elshoecht (3 mai 1797 à Bergues - le 25 février 1856 à Paris), sculpteur. Œuvres : - Thérèse Elssler dans le rôle de la reine Mab, conservée au Musée du Louvre (département des sculptures) / Jacques Lisfranc de Saint-Martin, médecin (1787-1847) / Ferdinand-Philippe, duc d'Orléans (1800-1842), conservée au Musée du Louvre / Baron Larrey, conservée au château de Prunay / Médaillon ; Relief Marceline Desbordes-Valmore (1843), conservée au Musée de la Chartreuse à Douai / Le duc d'Orléans, Ferdinand-Philippe-Louis-Charles-Henri-Joseph, (1844), conservée au Musée du Louvre / Eloa (qui, lors de l'exposition universelle de mars 1858, fut déposée au Palais de l'Industrie) / etc.
- Alphonse de Lamartine, écrivain, député de Bergues en 1833 et 1839.
- Remi de Halut (-1568), officier et fournisseur aux armées, directeur de la Fonderie royale de Malines et fondeur d'artillerie de Charles-Quint et Philippe II ;
- Pierre François Winoc de Hau de Staplande, maire de Bergues, conseiller-général et député du Nord, né et mort à Bergues (1762-1840) ;
- Louis de Hau de Staplande, maire de Bergues, conseiller-général, député puis sénateur du Nord (1798-1877) ;
- Émile-Louis-Cornil Lobbedey, né à Bergues (1856-1916), évêque de la basilique Notre-Dame-de-l'Immaculée-Conception de Boulogne-sur-Mer.
- Emmanuel Looten, poète et dramaturge né et mort à Bergues (1908-1974).
- Christophe Looten, compositeur[182] né à Bergues en 1958
- Charles Nombret Saint-Laurent, auteur dramatique et librettiste né à Bergues (1791-1833).
- Robert Noote, historien de Bergues et de la Flandre, chevalier des Arts et des Lettres, né en 1952.
- Charles Pacôme, lutteur né à Bergues (1903-1978), champion olympique de lutte gréco-romaine en 1928.
- Augustin Peène, sculpteur français, né à Bergues (1853-1913).
- Jean Desbouvrie, dresseur d'oiseaux amateur et inventeur. Médaille de vermeil et diplôme d'honneur au Concours International d'Animaux de Basse-cour de Bergues de 1889.
- Paul Reynaud, homme politique (1878-1966) député du Nord de 1946 à 1962.
- Maurice Ringot, sculpteur né à Bergues (1880-1951).
- Jean-Noël Vandaele, artiste peintre né en 1952 vivant aux États-Unis. Il découvre la peinture au Musée du Mont-de-Piete en 1966.
- Gérard Van Meckeren, (né à Bergues fin XVe début XVIe siècle), corsaire, vice amiral de Flandre, mort en 1562.
- Pierre-Antoine Verlinde, peintre, expert, collectionneur, marchand, restaurateur de tableaux, (1801-1877).

### Héraldique

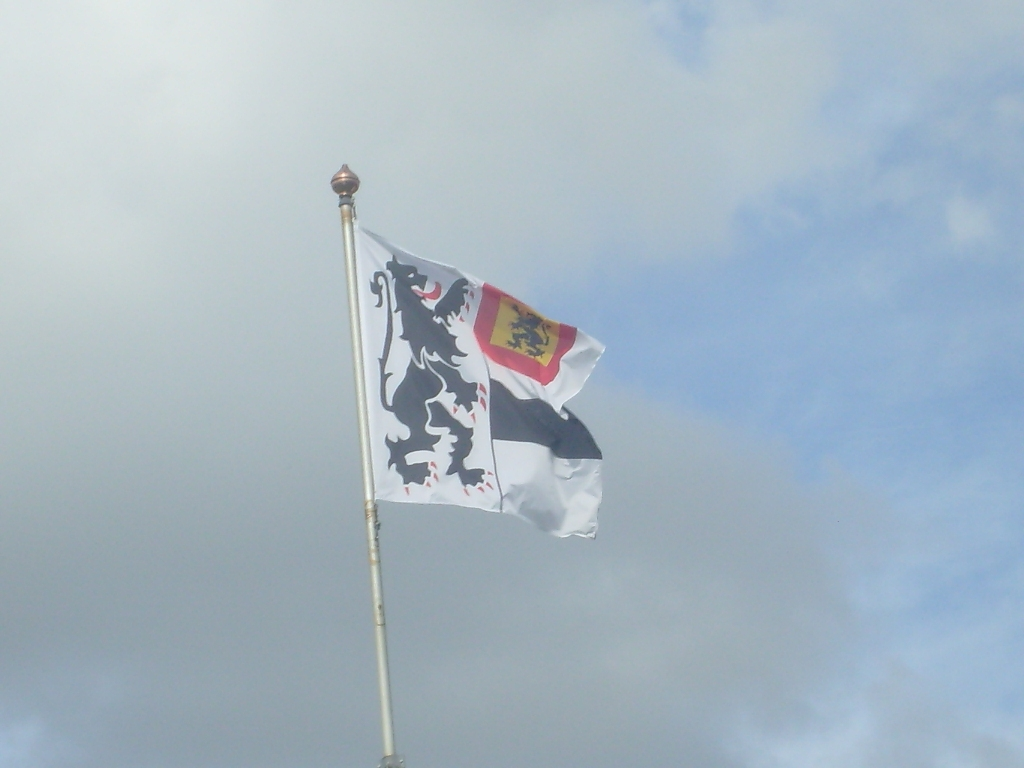
Le drapeau de Bergues.

|  | Depuis le 15 novembre 1815 et par un arrêt royal de Louis XVIII, les armes de Bergues se blasonnent ainsi : « Parti : au 1, d'argent au lion contourné de sable, lampassé de gueules ; au 2, d'argent à une fasce de sable, et un franc-quartier d'or, bordé de gueules et chargé d'un lion de sable. » . - Croix de guerre 1914-1918, - Croix de guerre 1939-1945 avec étoile d'argent. |

Blason des châtelains de Berghes Saint-Winoc[185].
Blason de la ville de Berghes Saint-Winoc avant 1586[185].
Blason de la ville de Bergues de 1586 à 1815[185].

### Culture, folklore et traditions
Bergues relève de la zone linguistique flamande, et les anciens y parlent encore le flamand occidental,. Jadis, Bergues a connu trois chambres de rhétorique, opérant en néerlandais : De Baptisten, De Royaerts et Wild van zinnen.
L'Électeur de Lamartine est géantifié en 1913. Depuis, il préside, assis dans un fauteuil, toutes les grandes manifestations locales, comme la foire agricole des Rameaux, créée au Moyen-Âge, par Léon Claeys, sénateur-maire de Bergues.

### Gastronomie
La ville a donné son nom au fromage de Bergues, produit dans des fermes des environs. Au XVIe siècle, le fromage ayant déjà une grande renommée était considéré comme un produit de prix.